# ヴァシリー・ペロフ
ヴァシーリー・グリゴリエヴィチ・ペロフ（露: Васи́лий Григо́рьевич Перо́в, 英: Vasilii Grigor'evich Perov、1834年1月2日〈ユリウス暦1833年12月21日〉 - 1882年6月10日〈ユリウス暦1833年5月29日〉）は、ロシアの画家。ロシア写実主義運動の中心人物の一人であり、移動展覧会協会の創設メンバーである。
「ヴァシーリー」は「ワシーリー」、「ペロフ」は「ペローフ」とも表記される。

## 経歴
ロシア帝国のトボリスクで、検察官の父親の非嫡出子として誕生した。両親はヴァシーリーの出生後すぐに結婚したが、父親の姓と男爵の称号を継承する法的根拠がなかったため、出生時の名は名づけ親の姓を取ってヴァシーリー・グリゴリエヴィチ・ヴァシリエフとなった。彼にカリグラフィーを教えた教師は、その卓越した腕前から彼に「筆」«перо» にあやかったペロフというニックネームを授け、彼は後にこれを正式に姓とした。
1846年から1849年にかけて、アルザマスにあるアレクサンダルストウピン美術学校に通った。1853年に名門モスクワ絵画彫刻建築学校に入学、主にセルゲイ・ザリャーンコのもとで学ぶ。1856年、帝国美術アカデミーで発表したスケッチで小銀勲章を受賞した。
1861年に絵画「村の説教」で大金勲章を受賞、海外旅行の給費金を受け取った。1862年にエレーナと結婚した。同年に西欧諸国へと旅発ち、ドイツのベルリン、ドレスデン、デュッセルドルフといった数々の都市を訪問、その後、フランスのパリに向かった。この旅行中、彼はヨーロッパの街の生活場面等をたくさん描いた。1864年の秋にモスクワに戻り、妻の叔父の家に住んだ。1866年、アカデミー会員の称号を受け、1871年にモスクワ美術学校の教授になった。同時期に移動派に参加した。
1882年、結核によって亡くなり、亡骸はモスクワにあるドンスコイ墓地に埋葬された。

## 主な作品

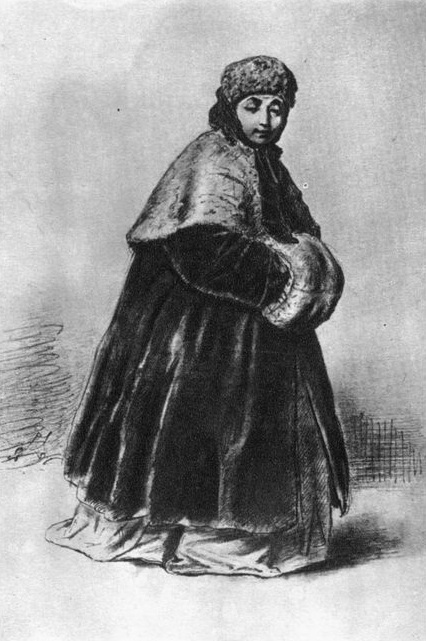
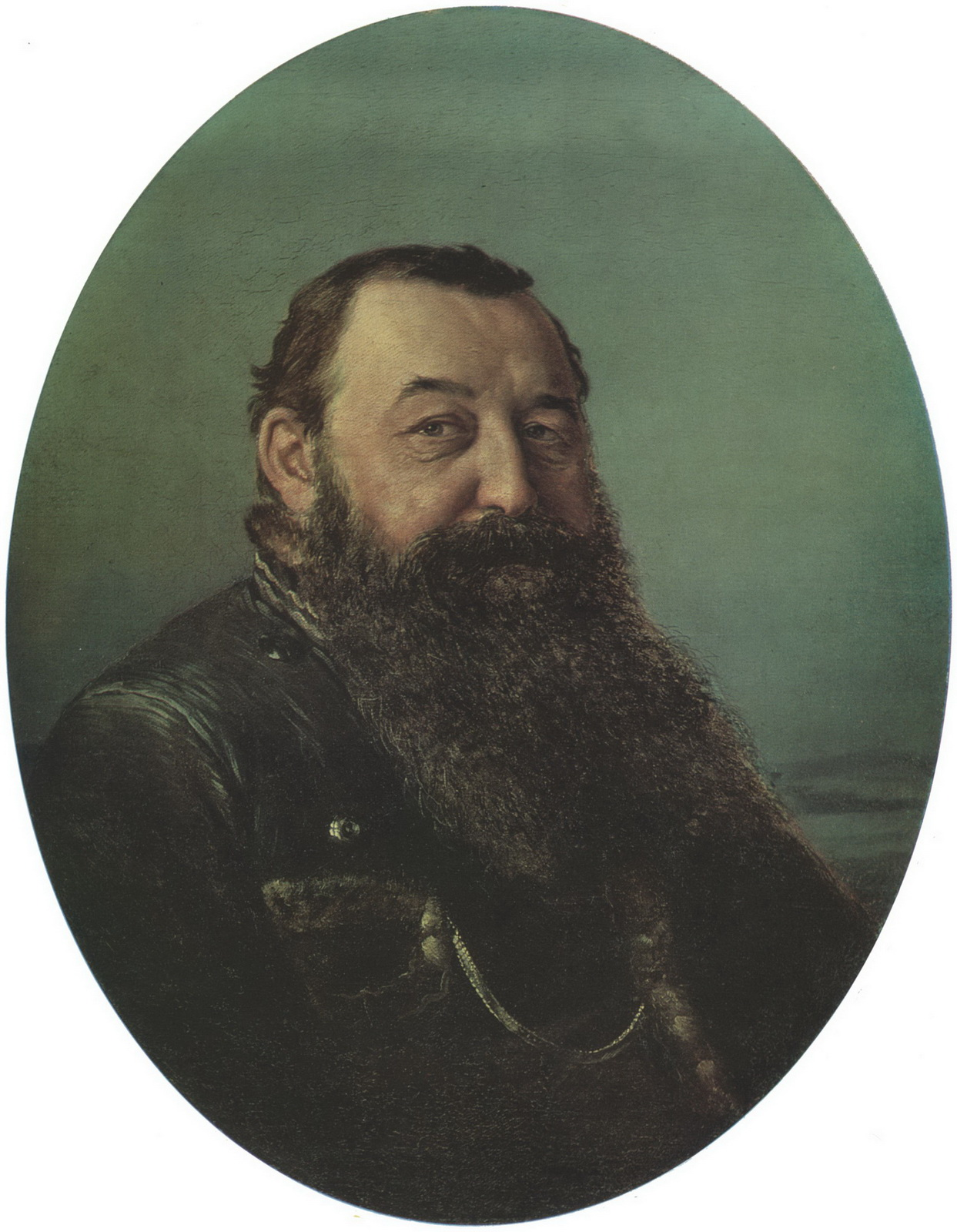
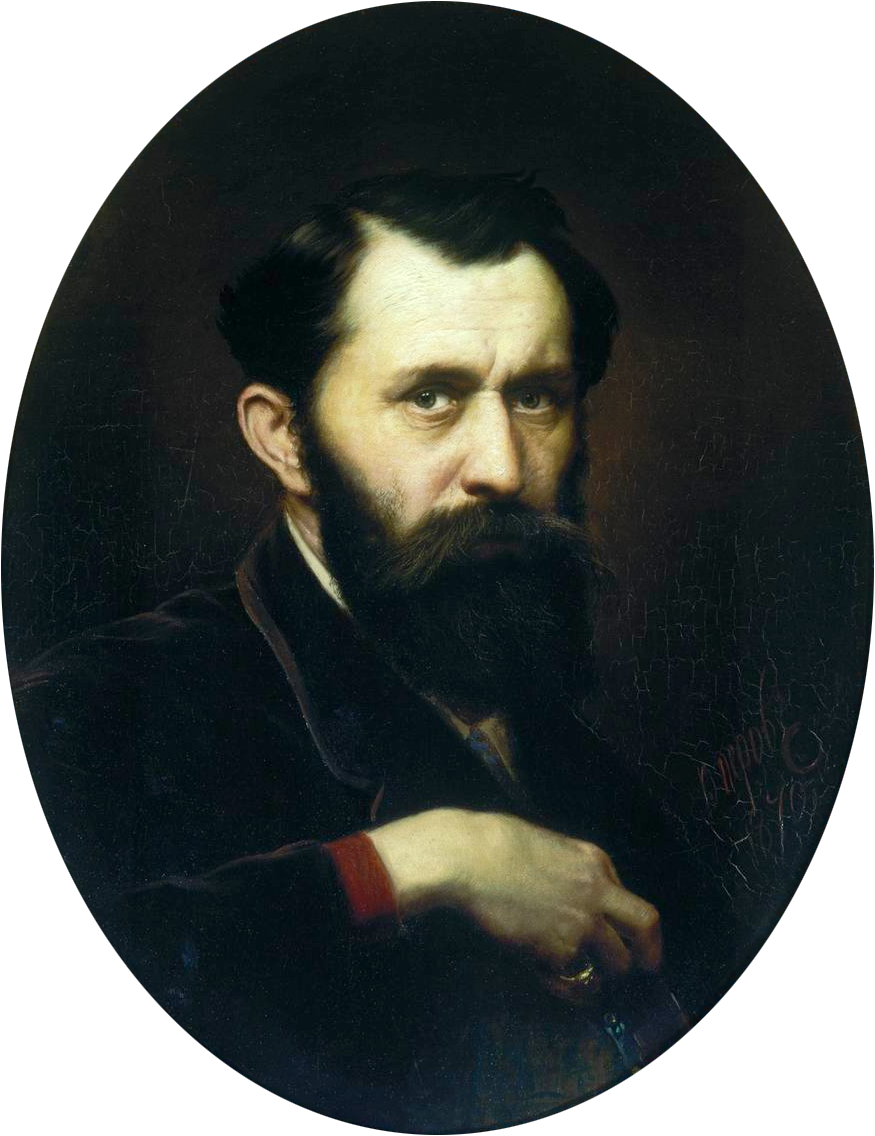
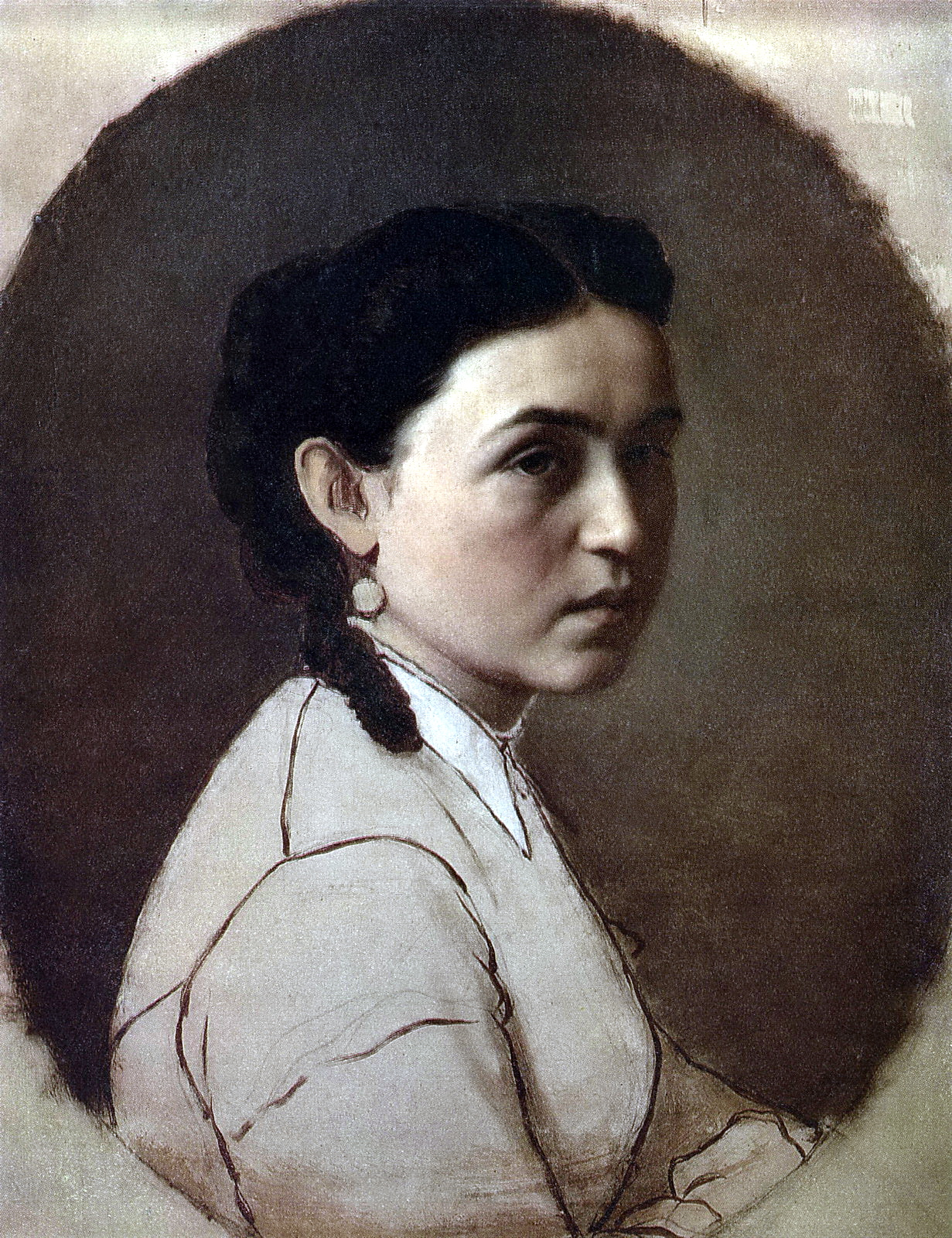
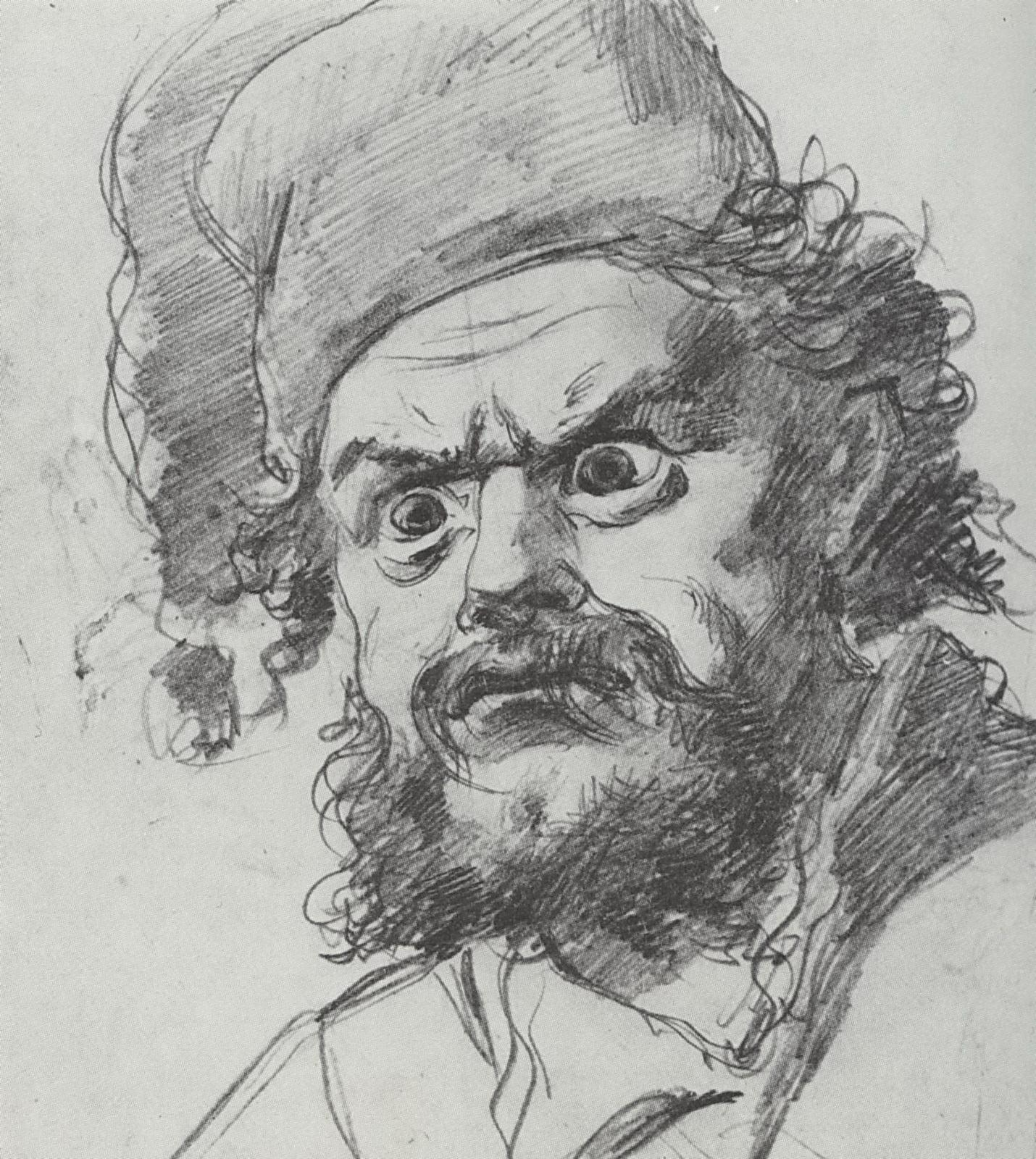
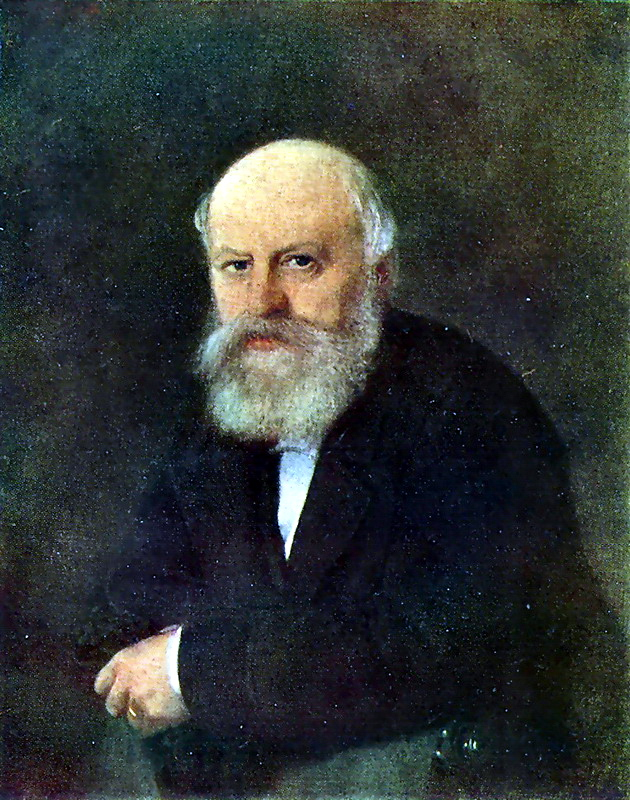
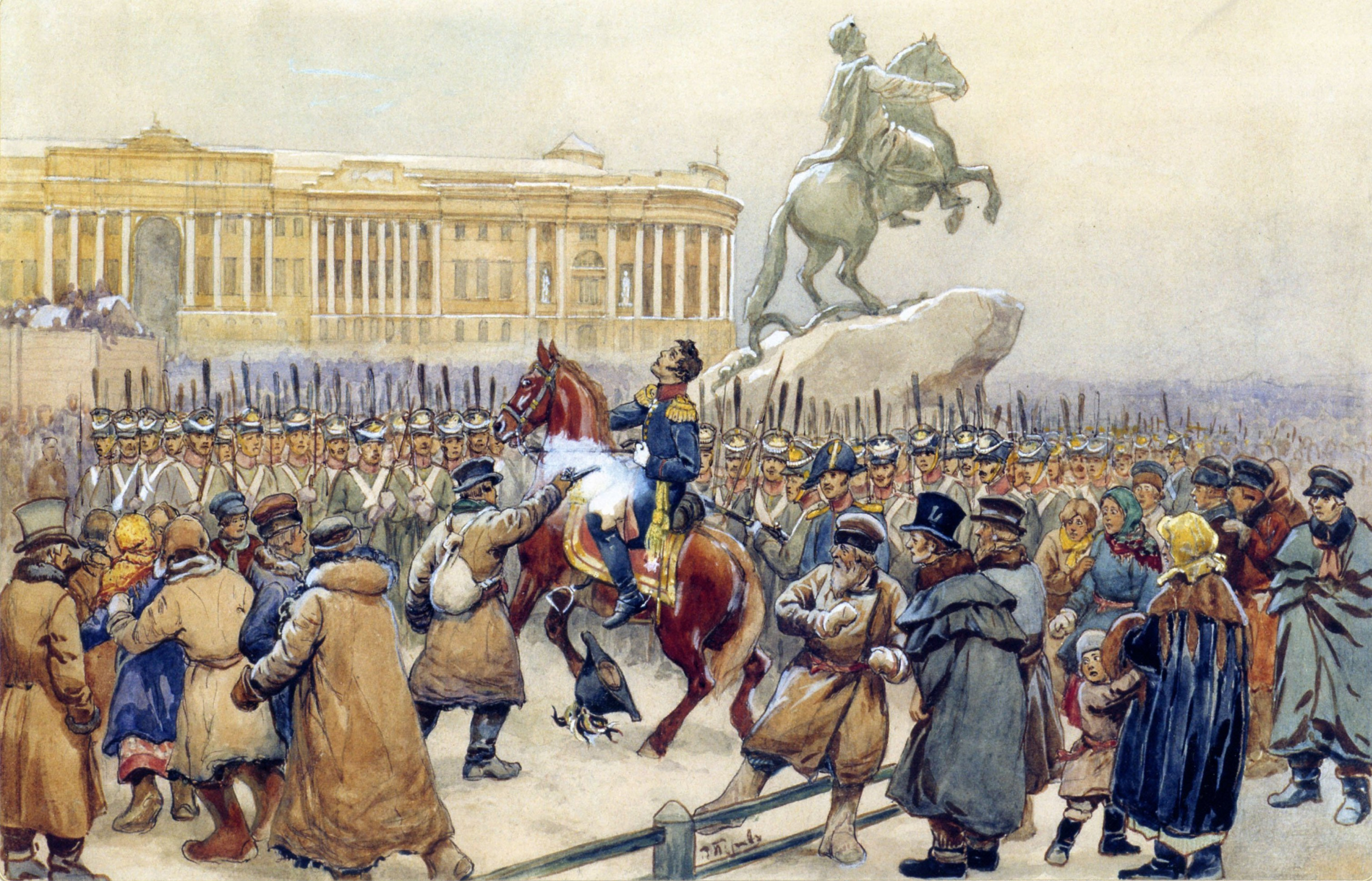
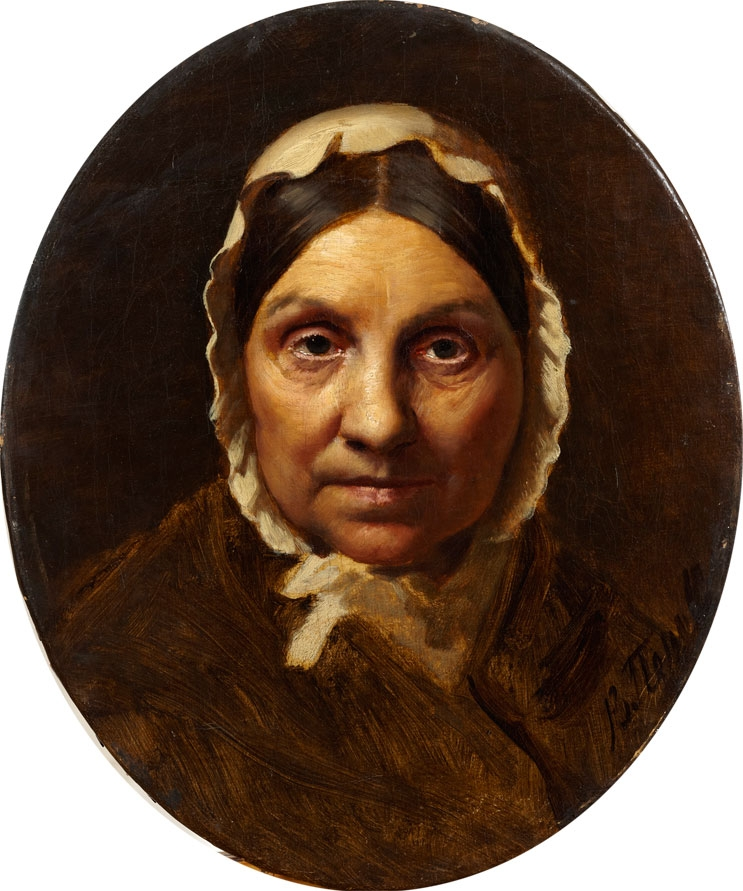
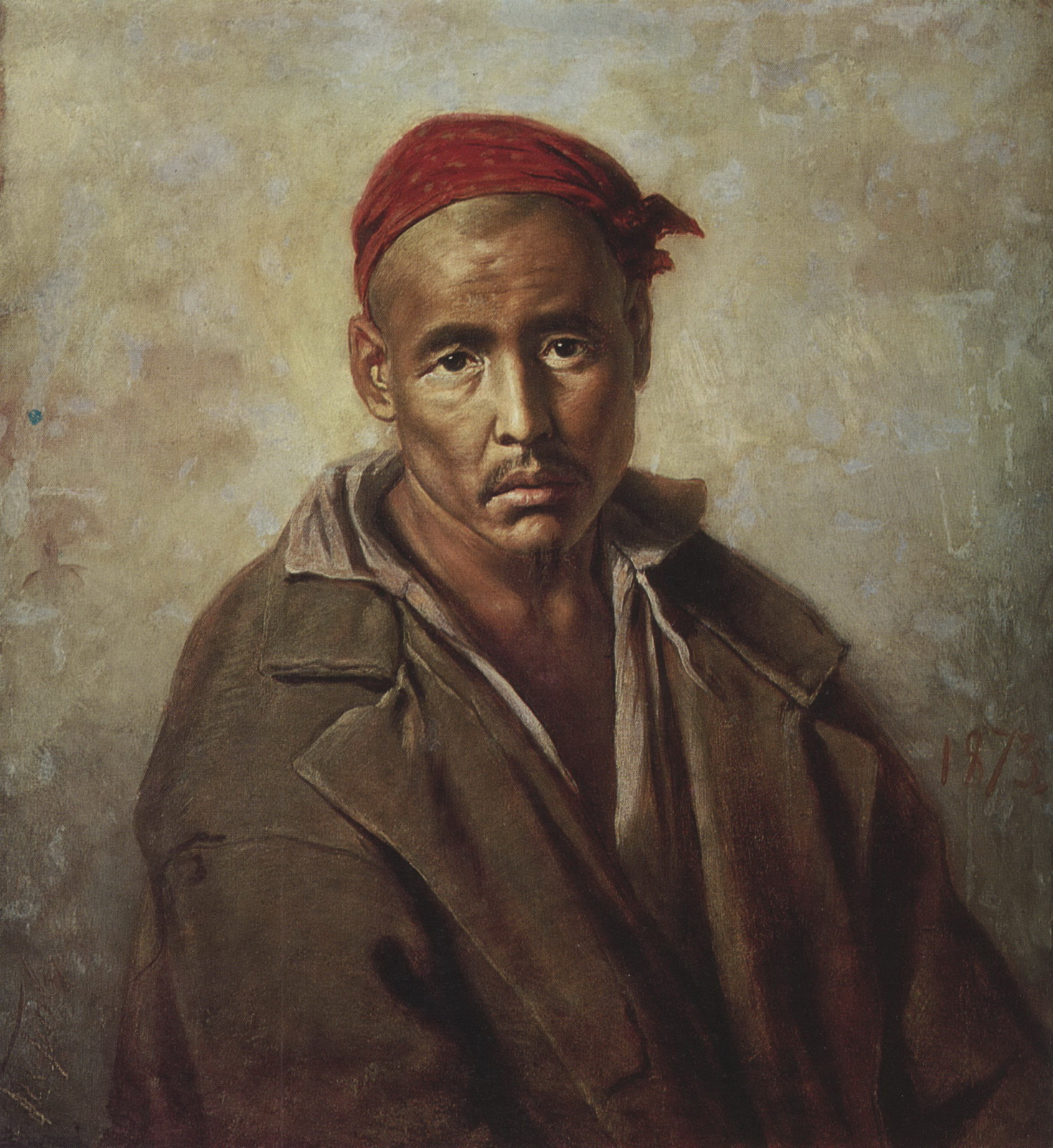
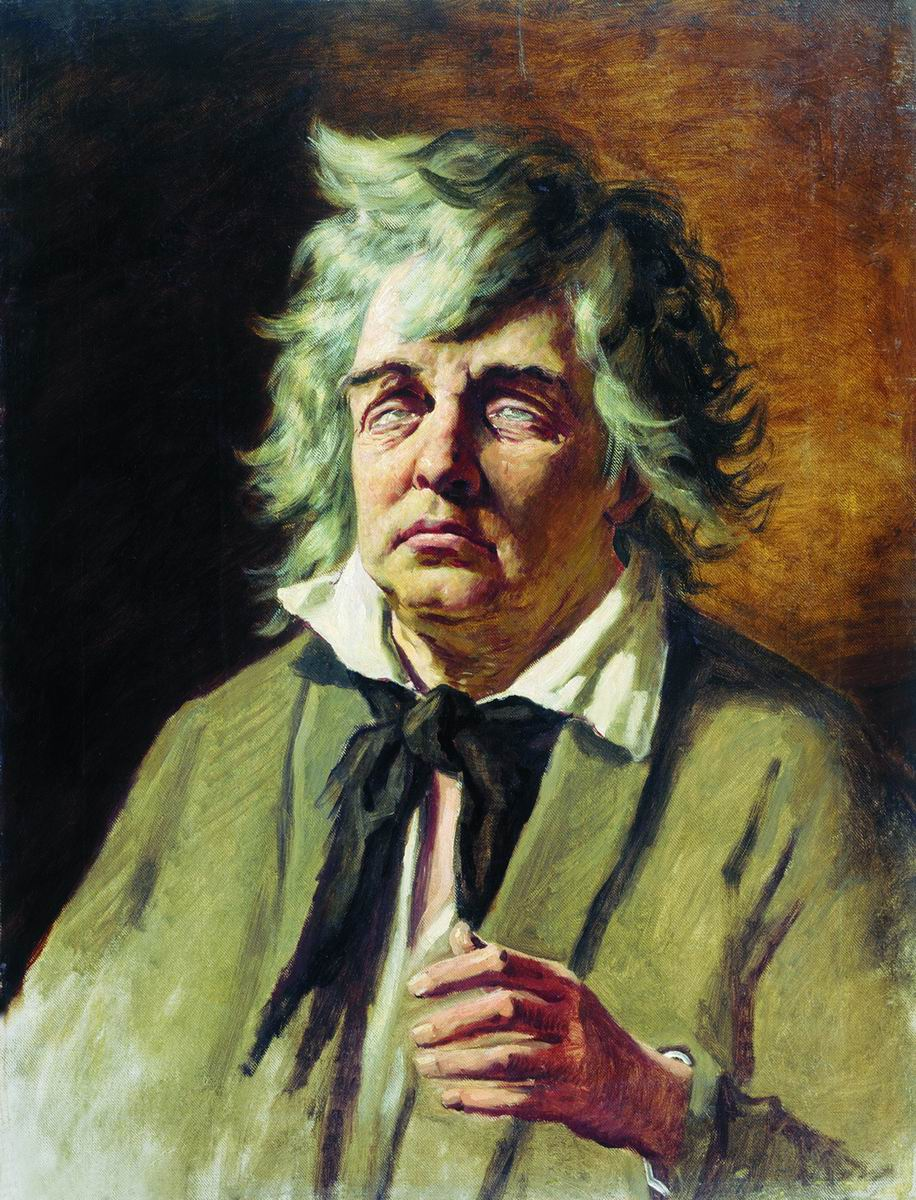
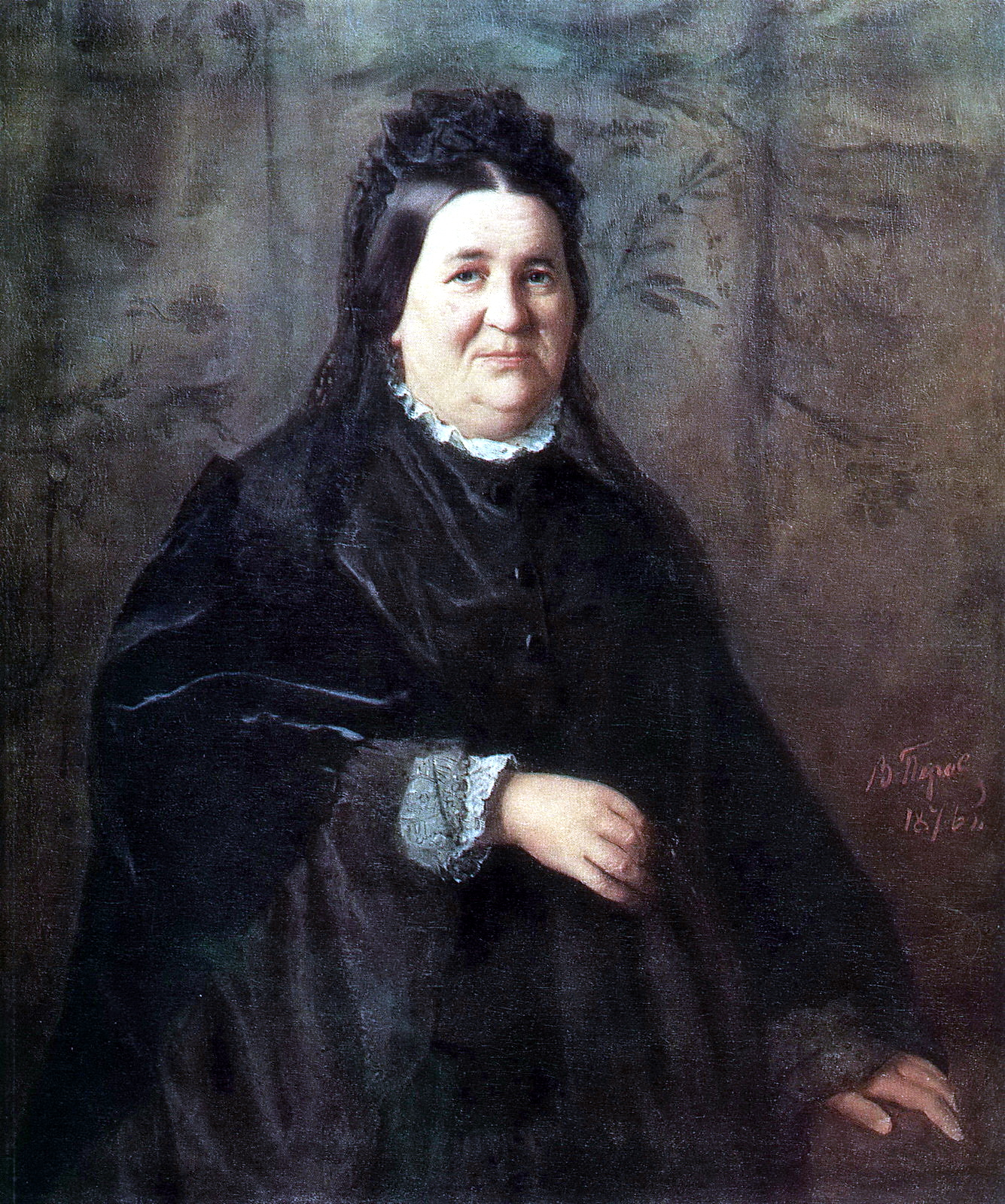
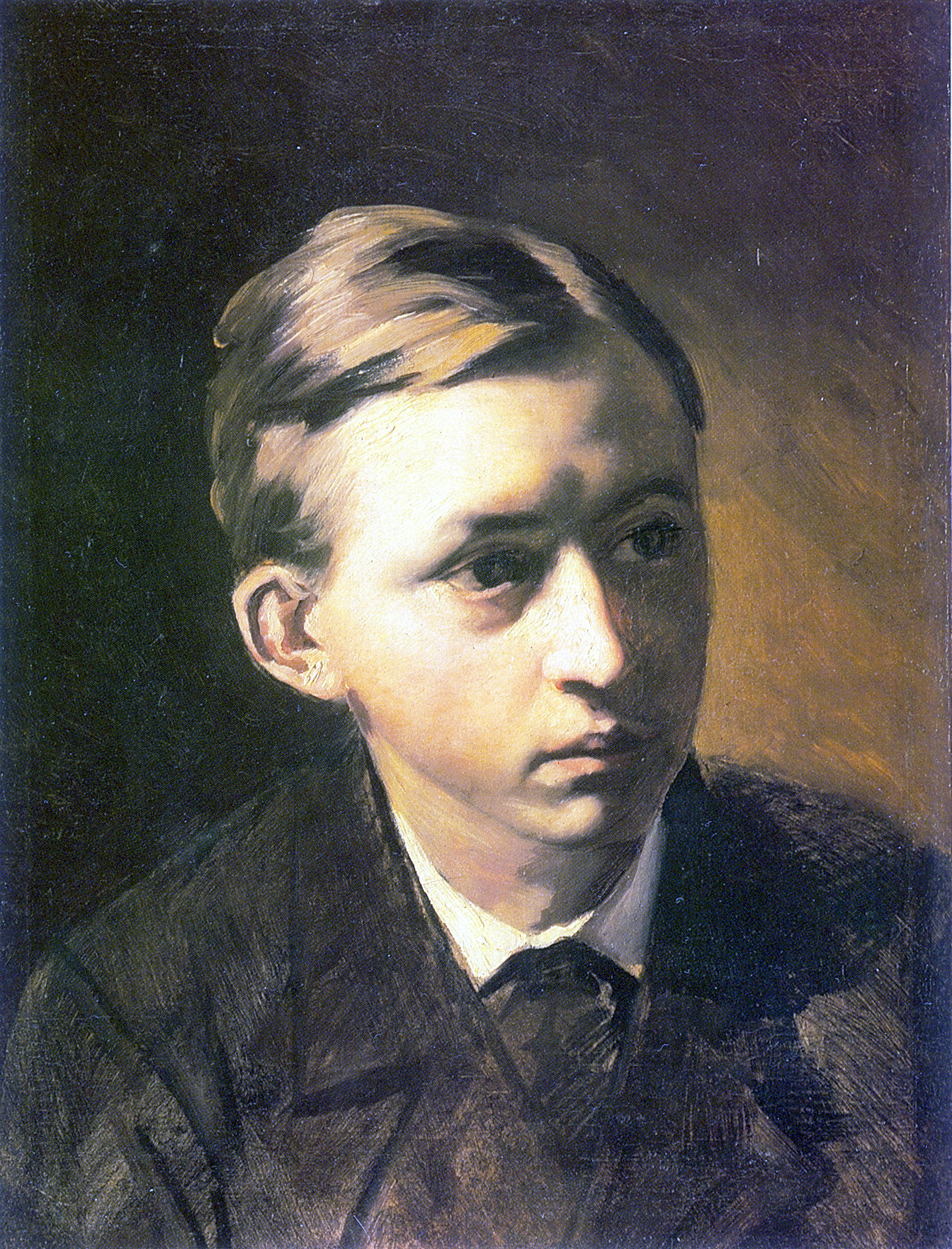
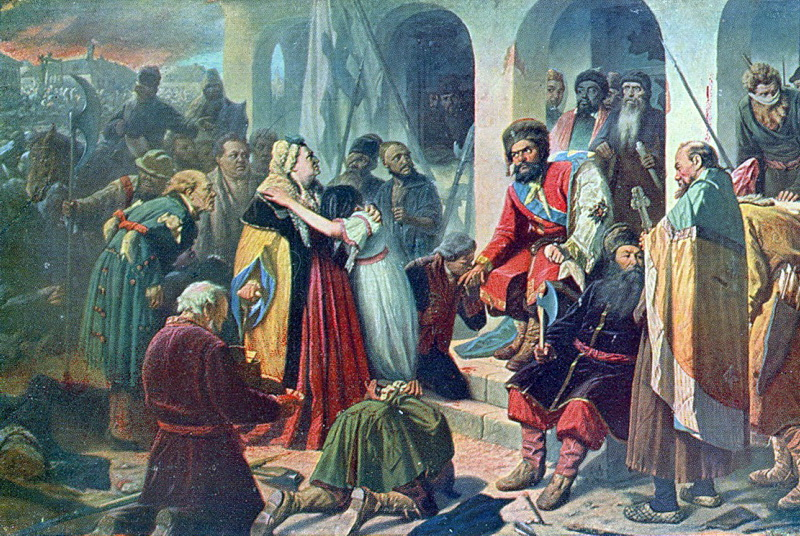
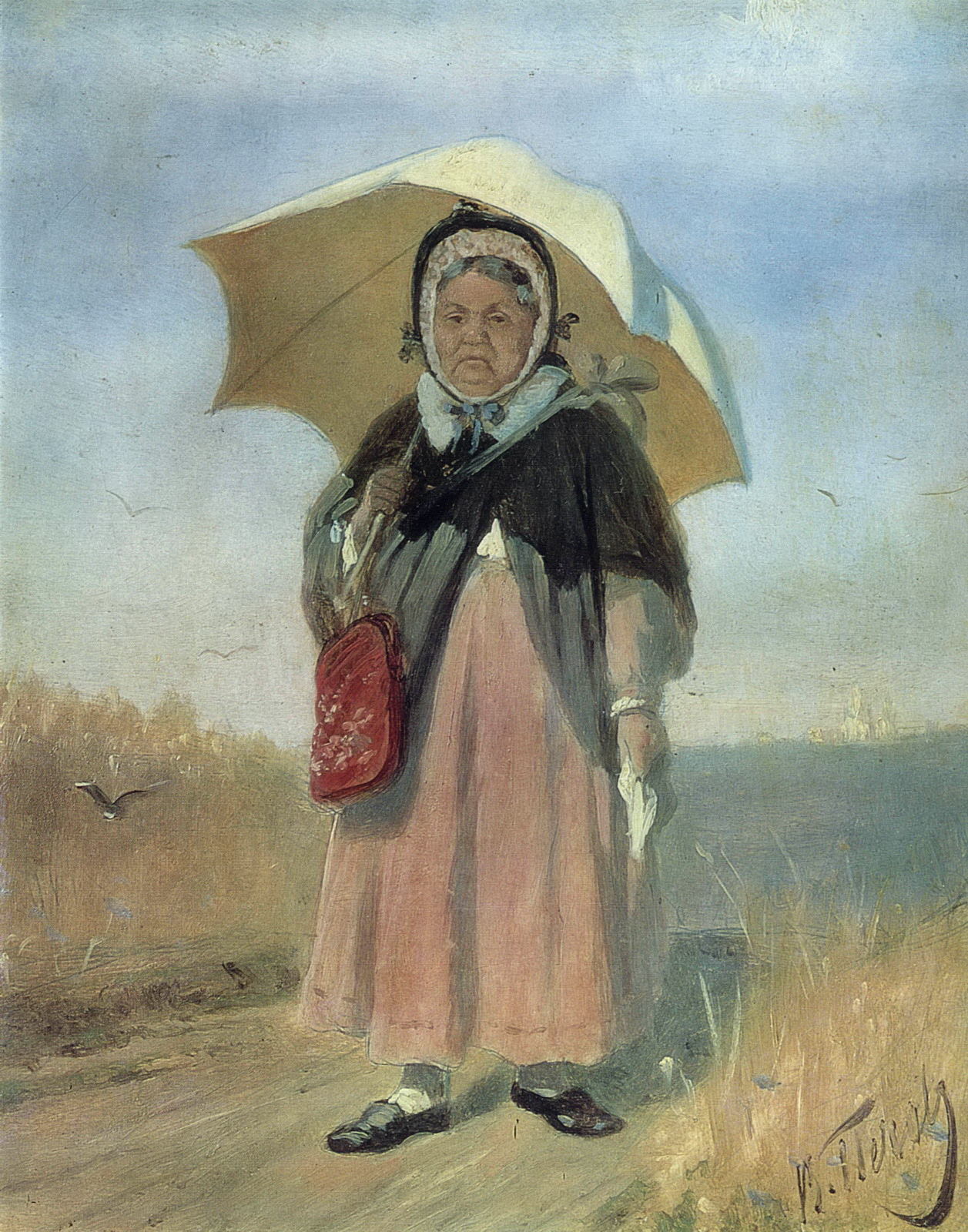
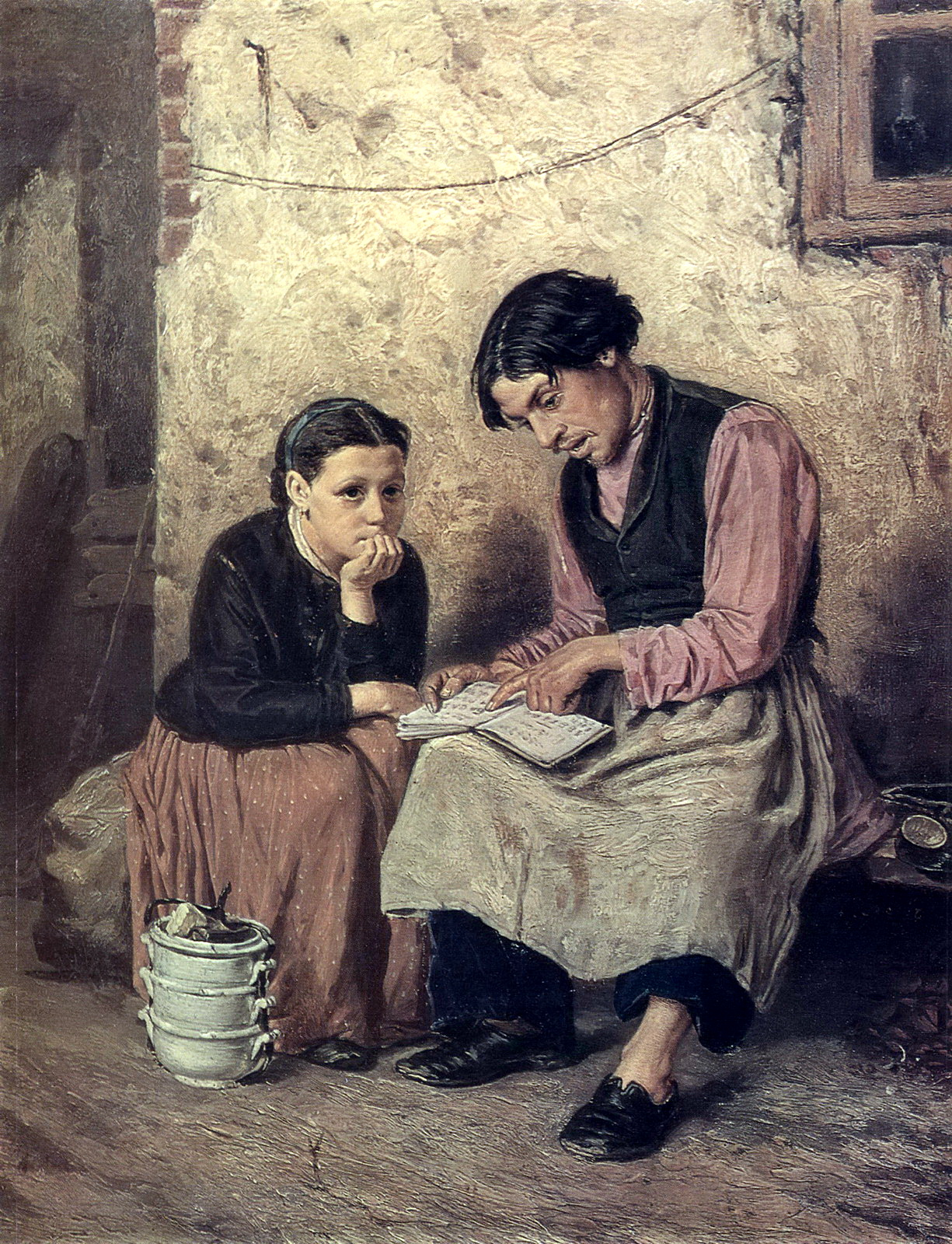
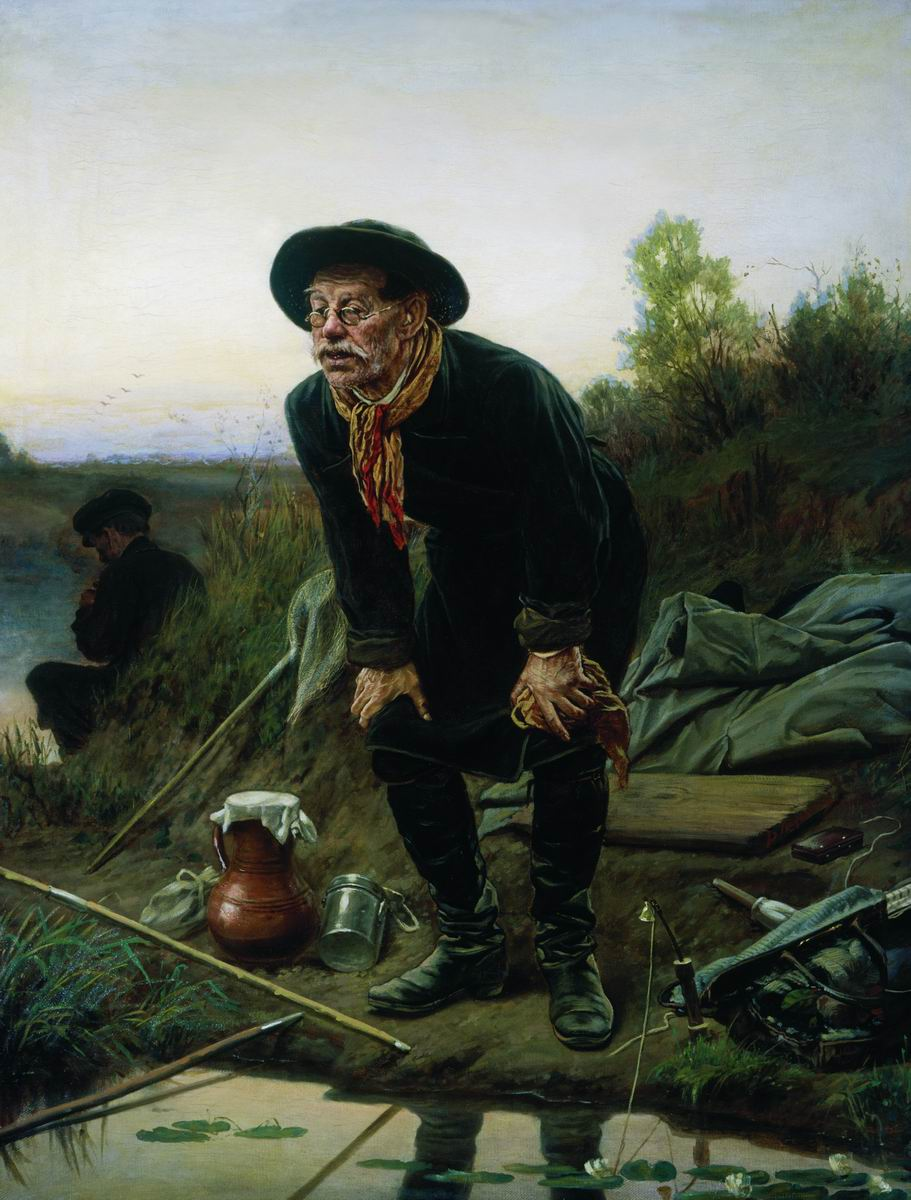
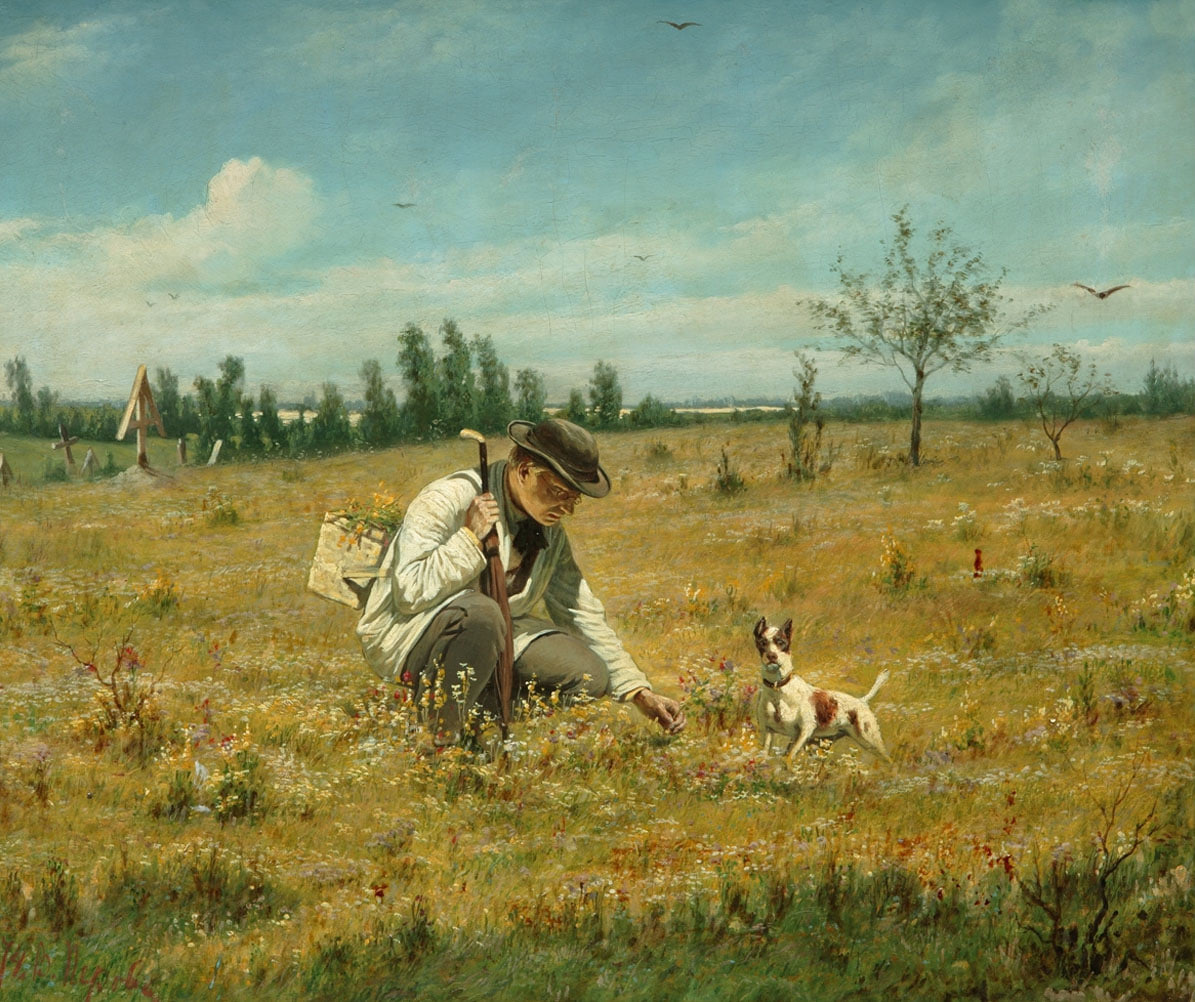
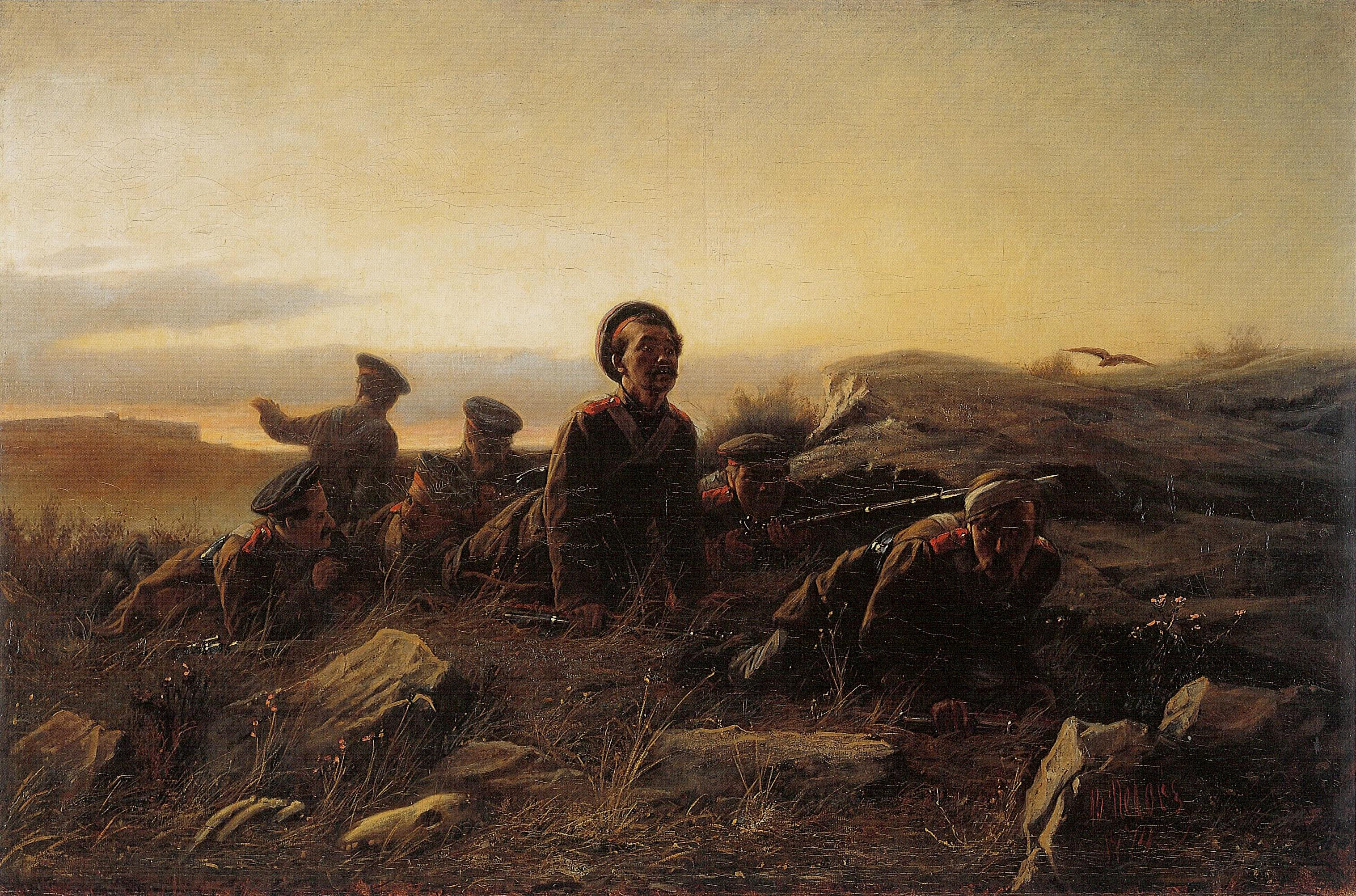
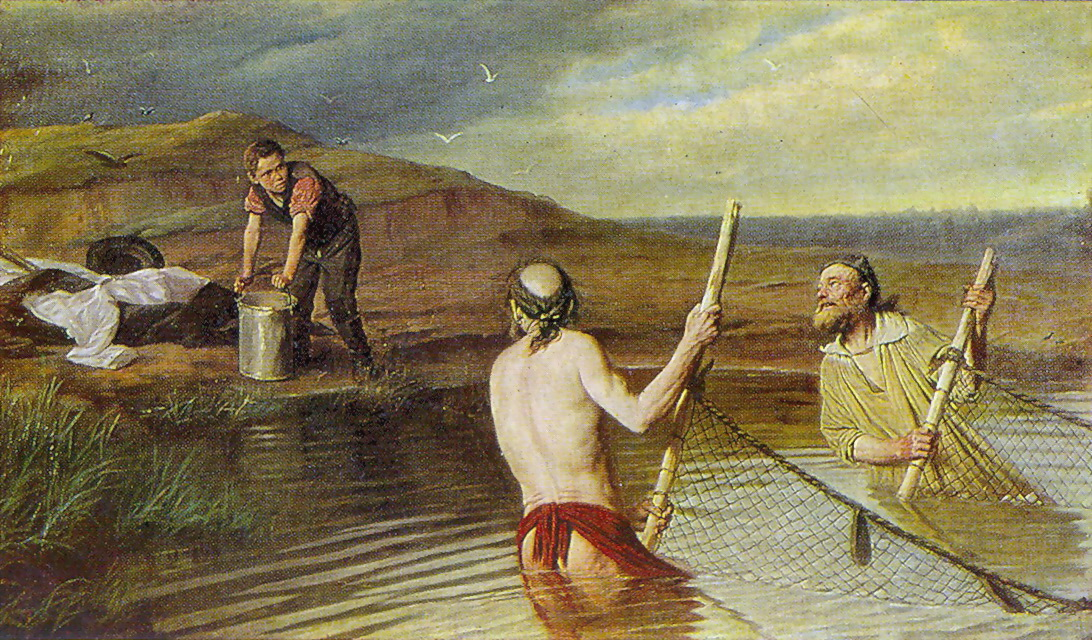
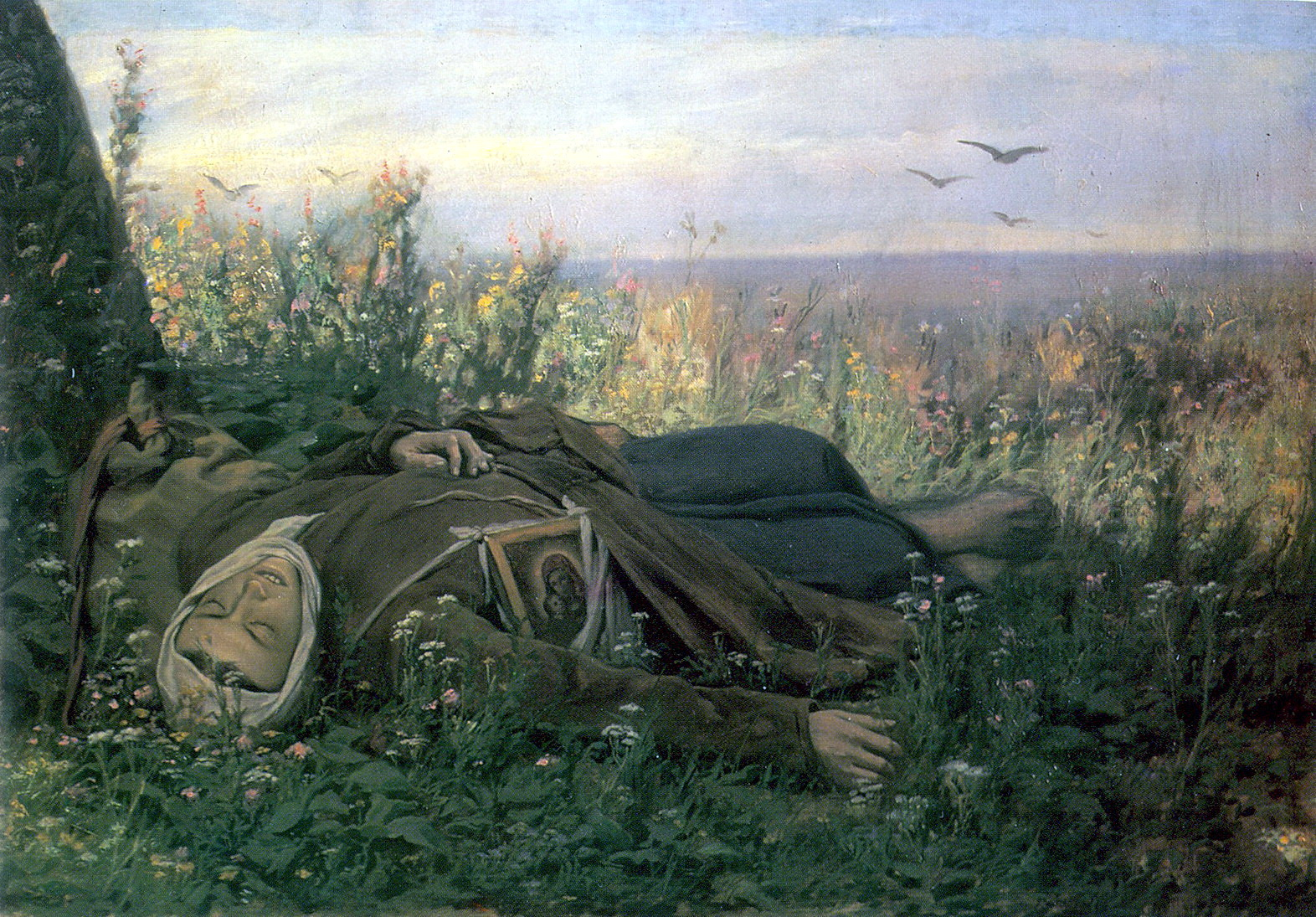
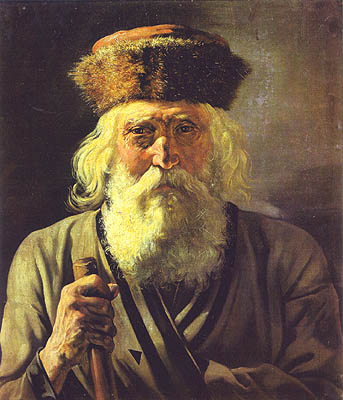
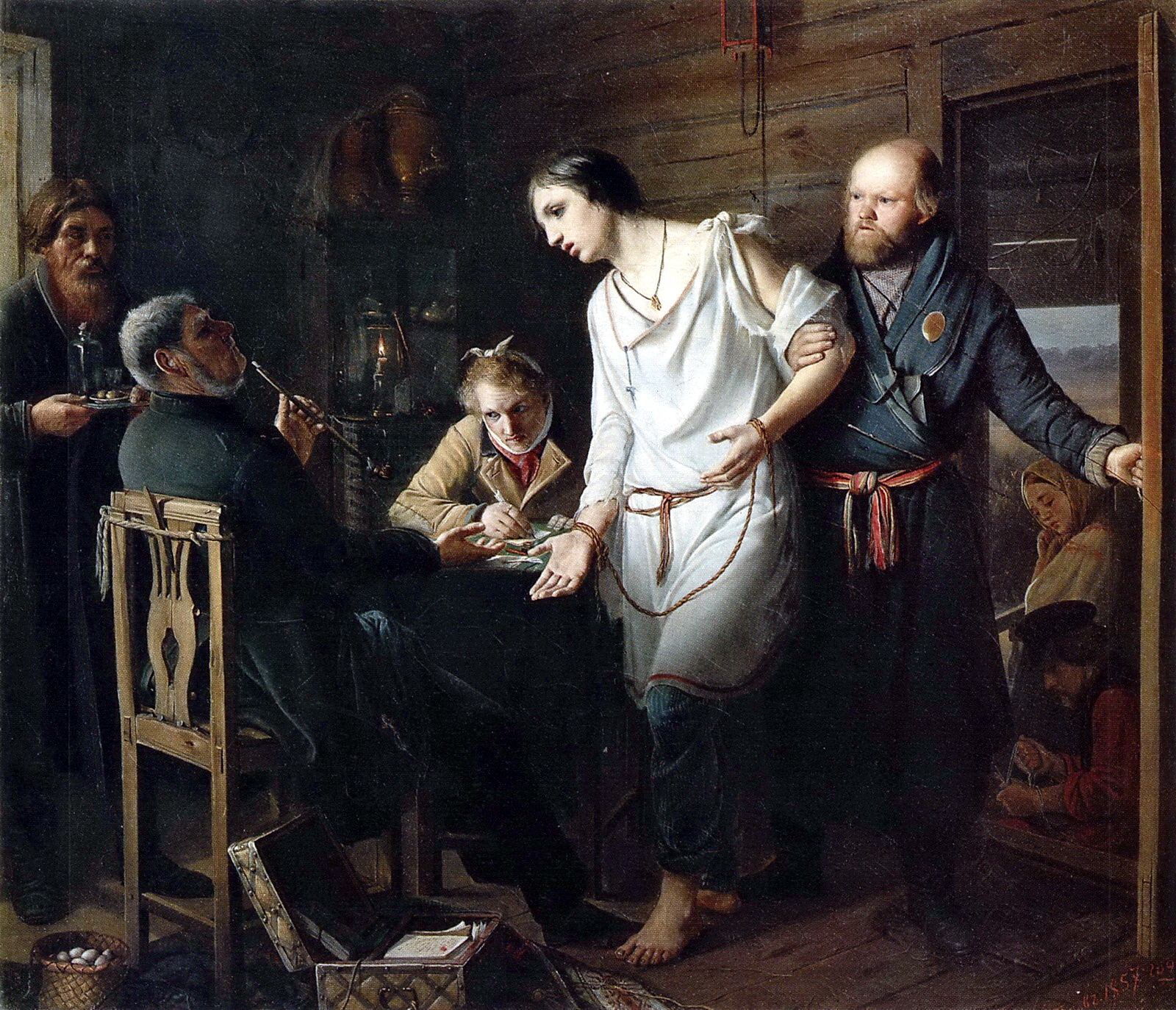
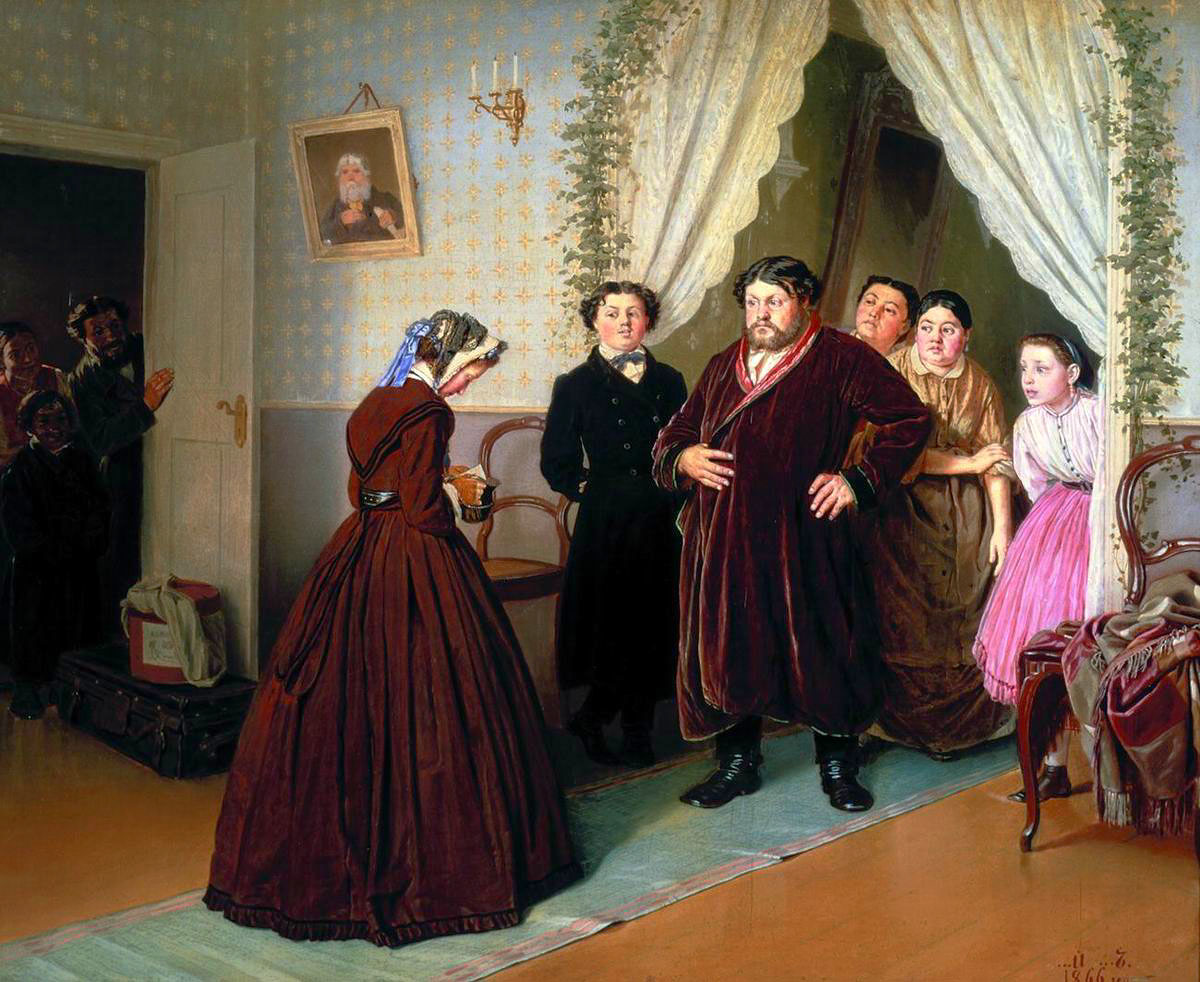
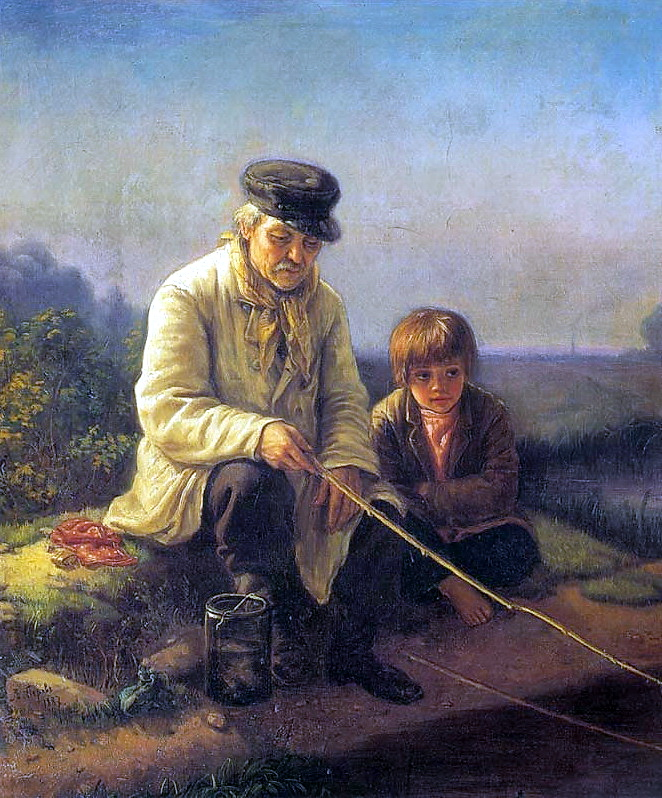
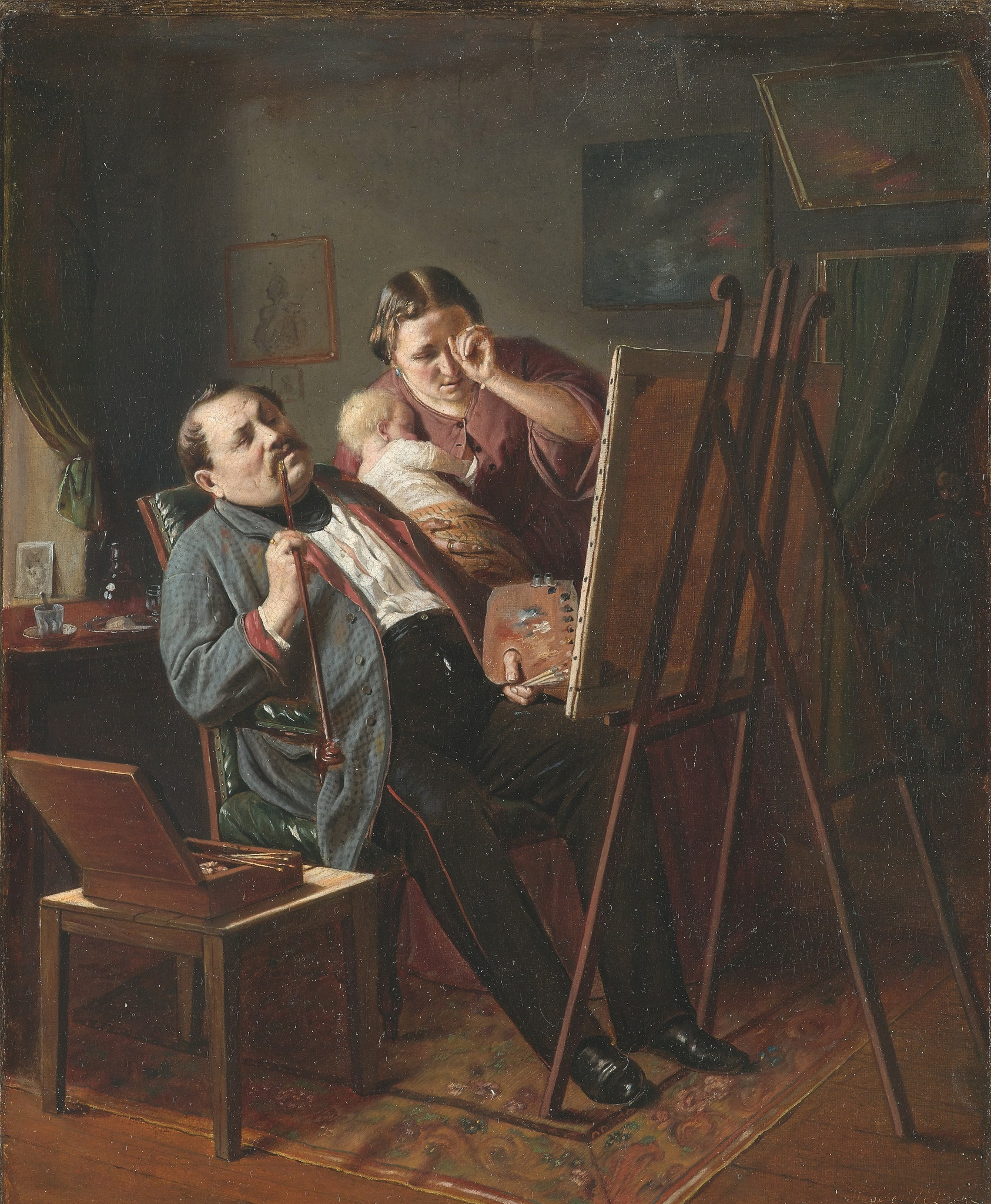
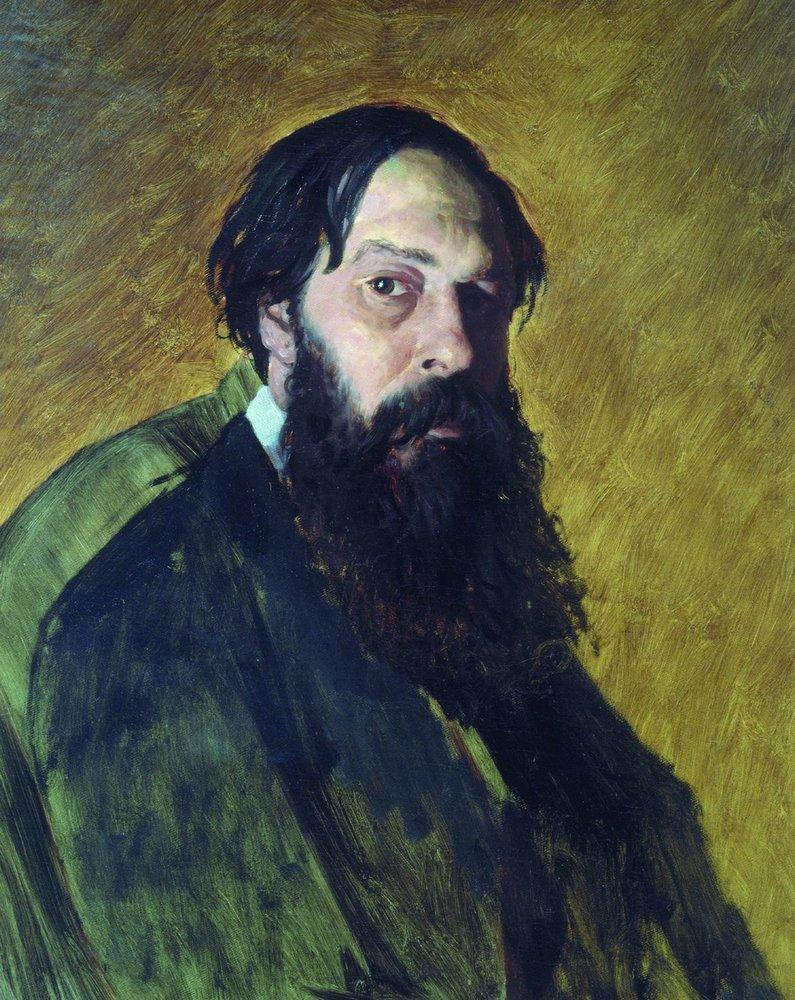
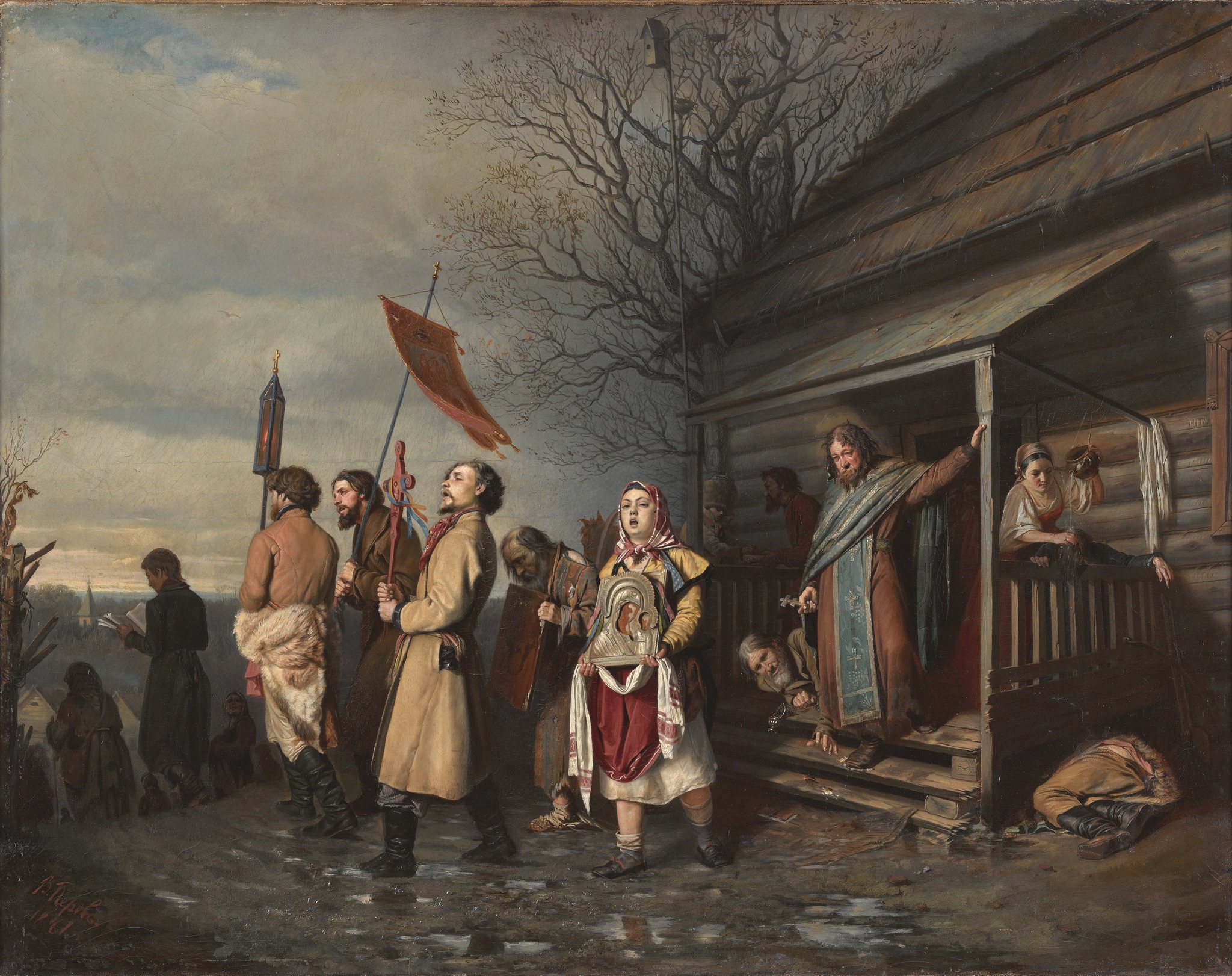
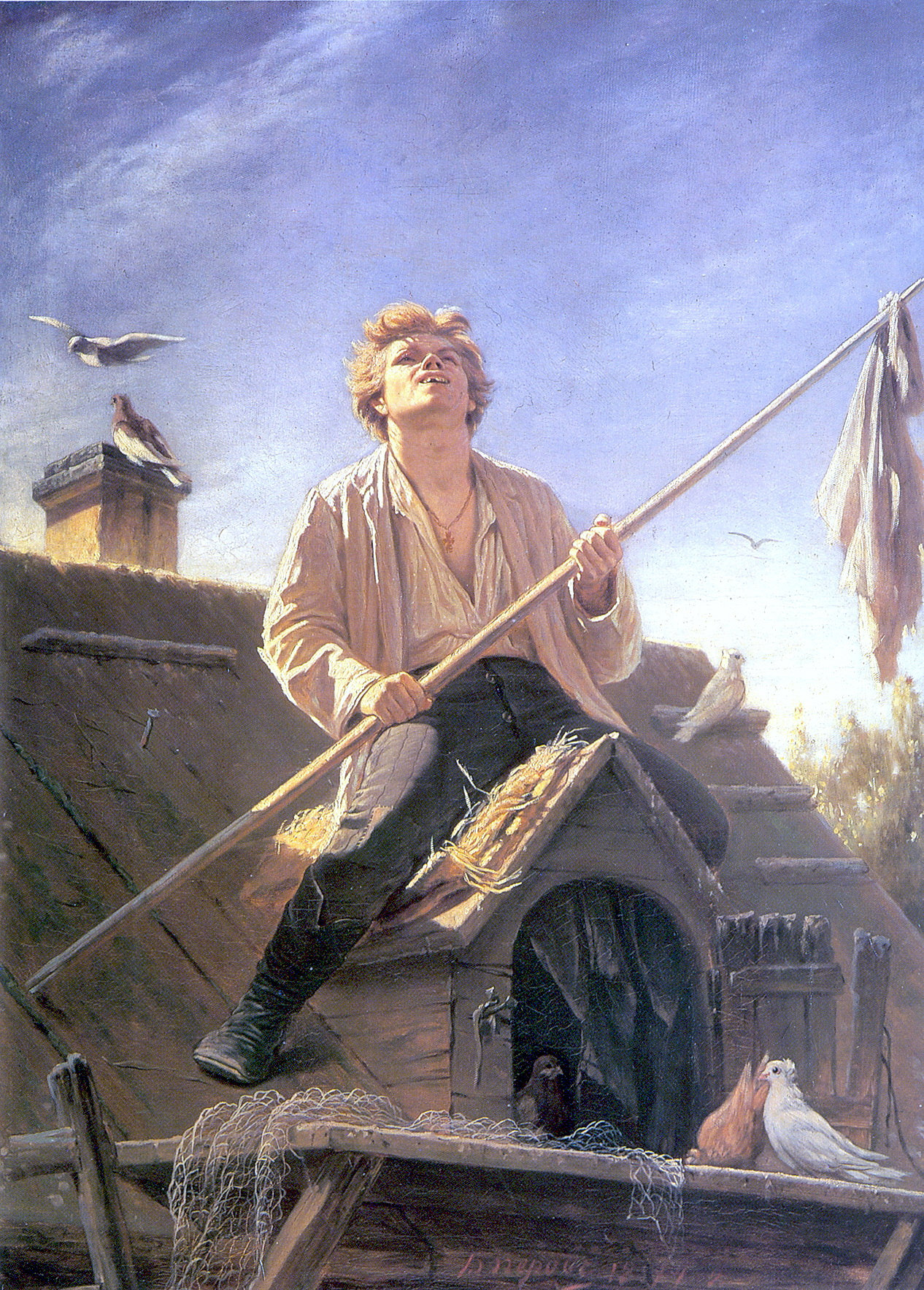
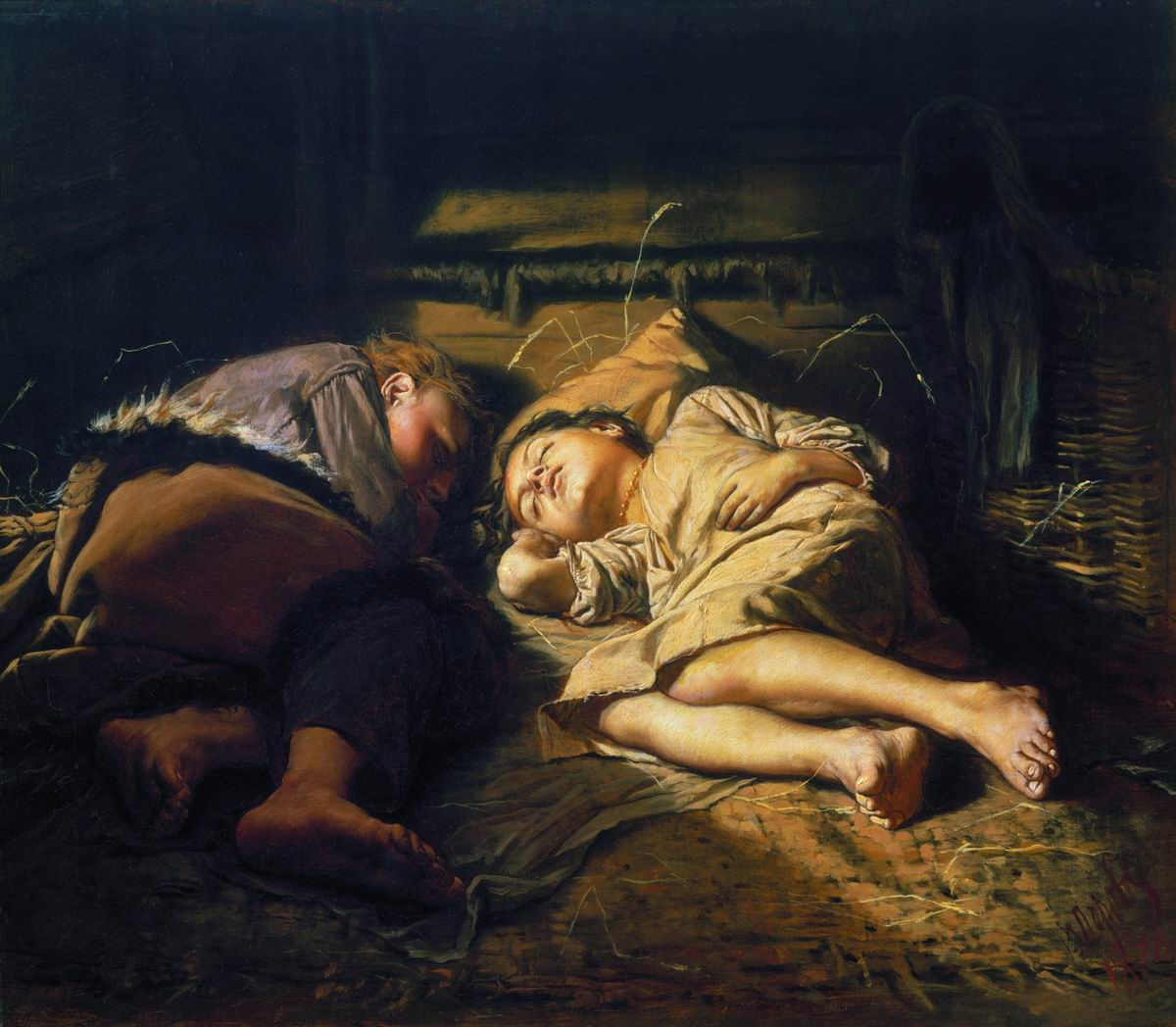
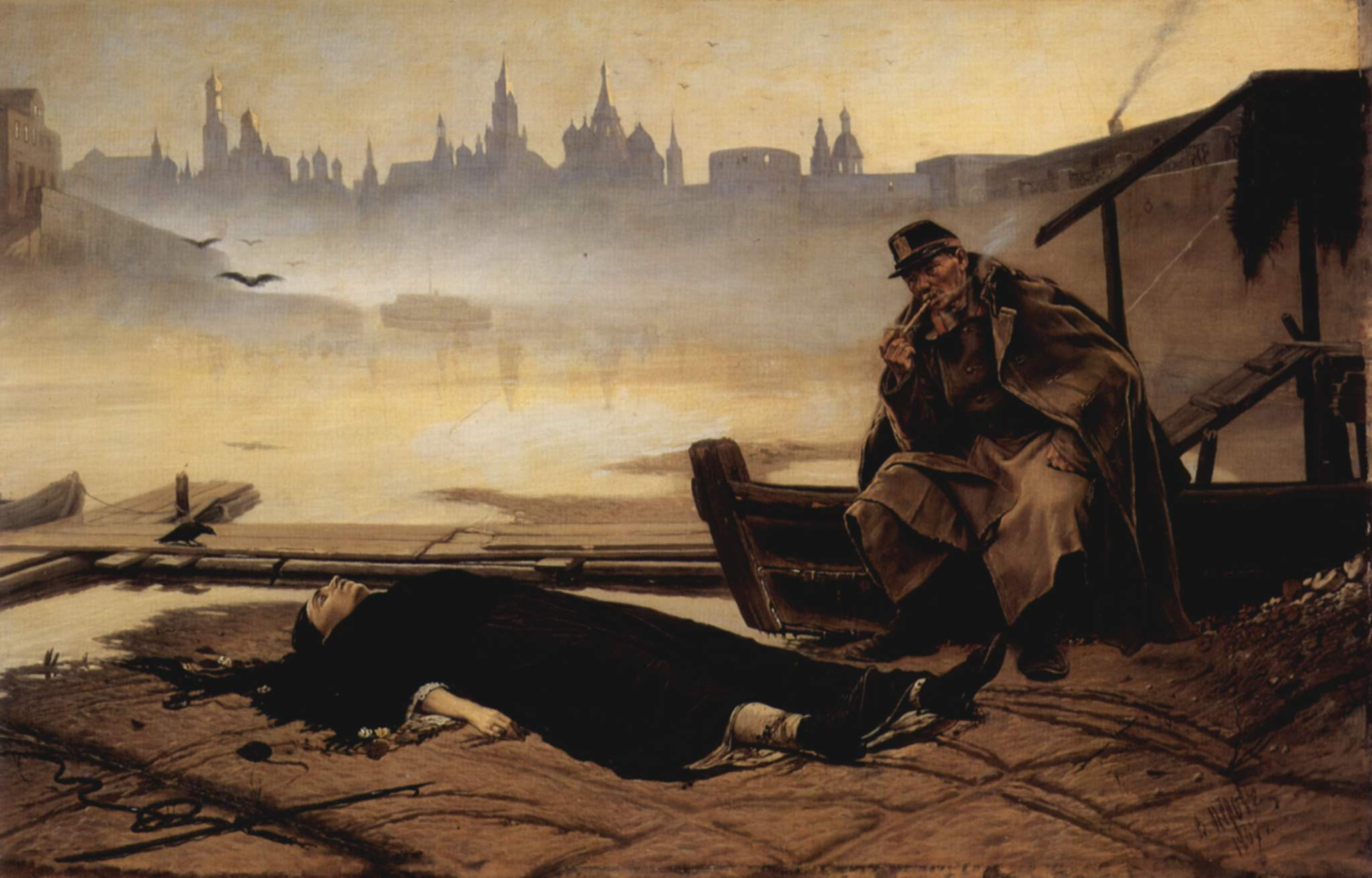
1867年
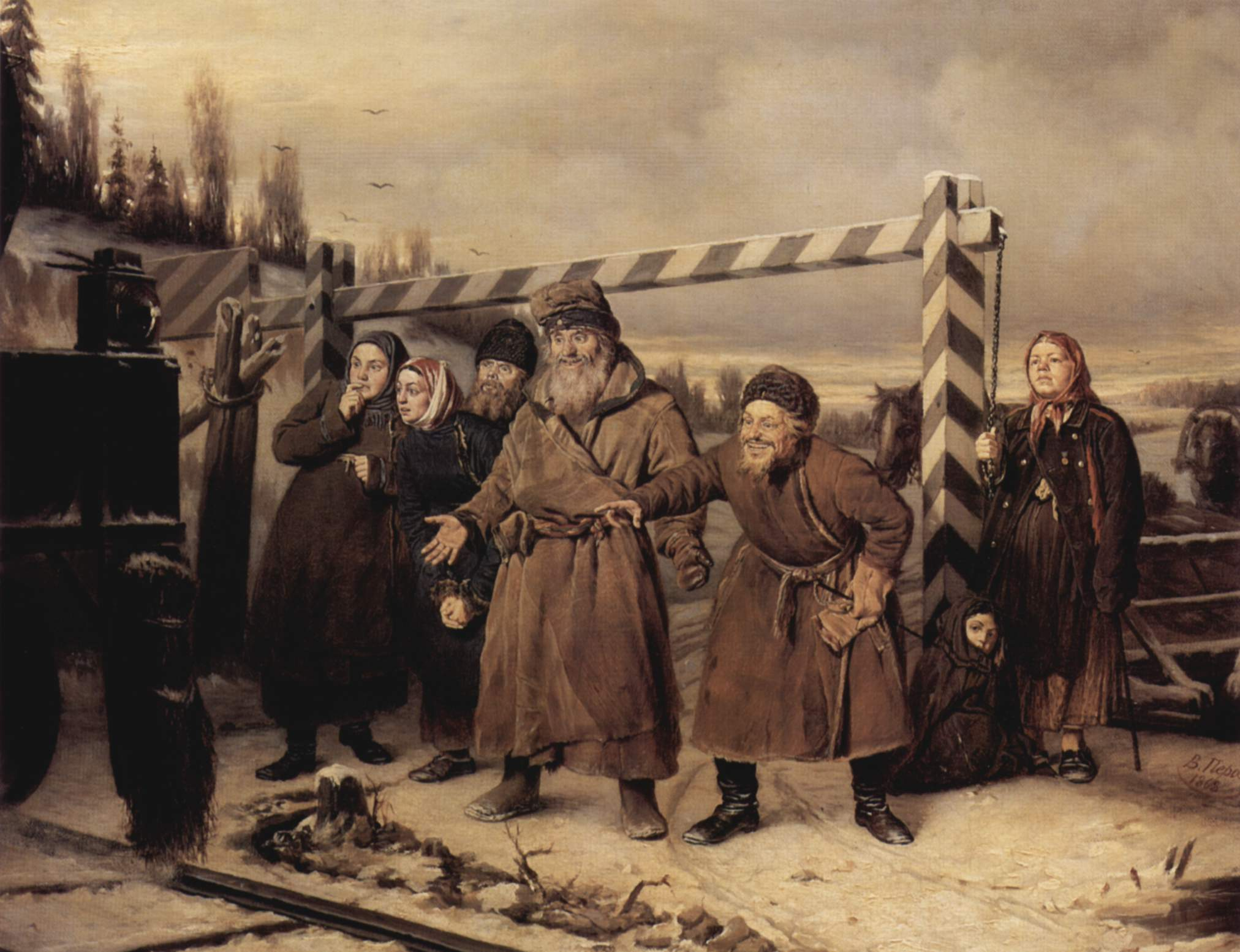
1868年
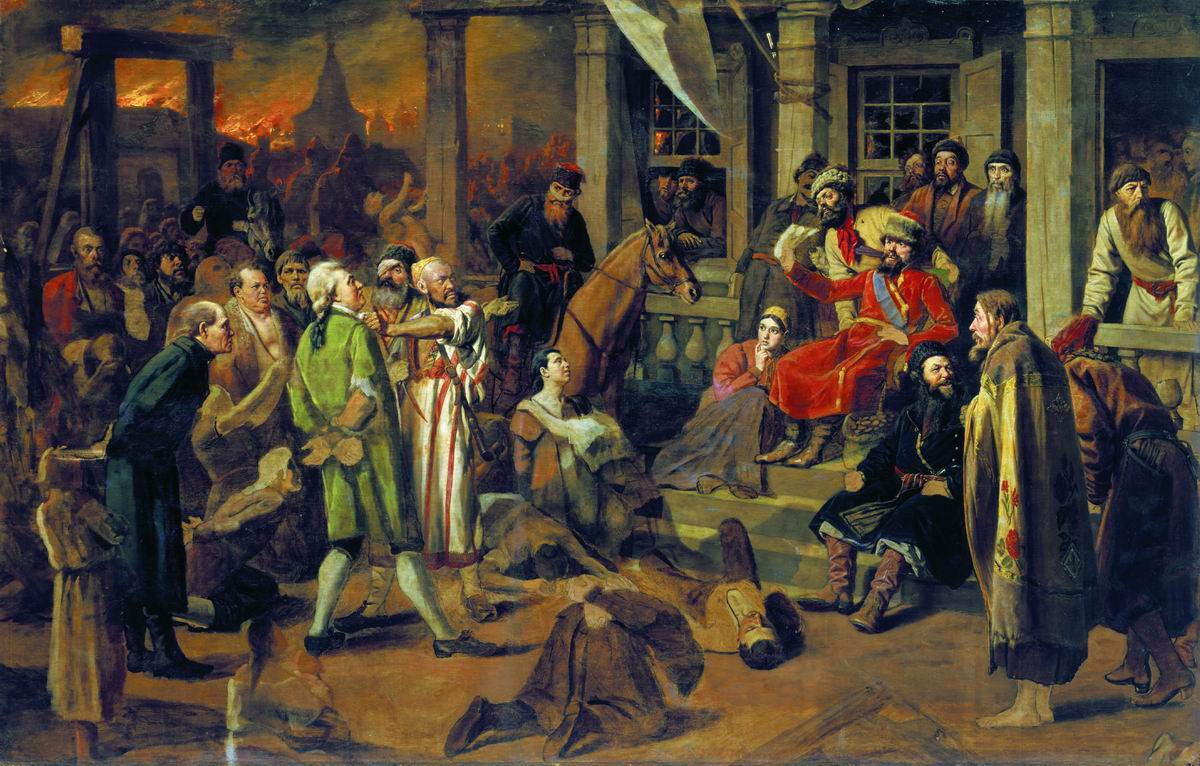
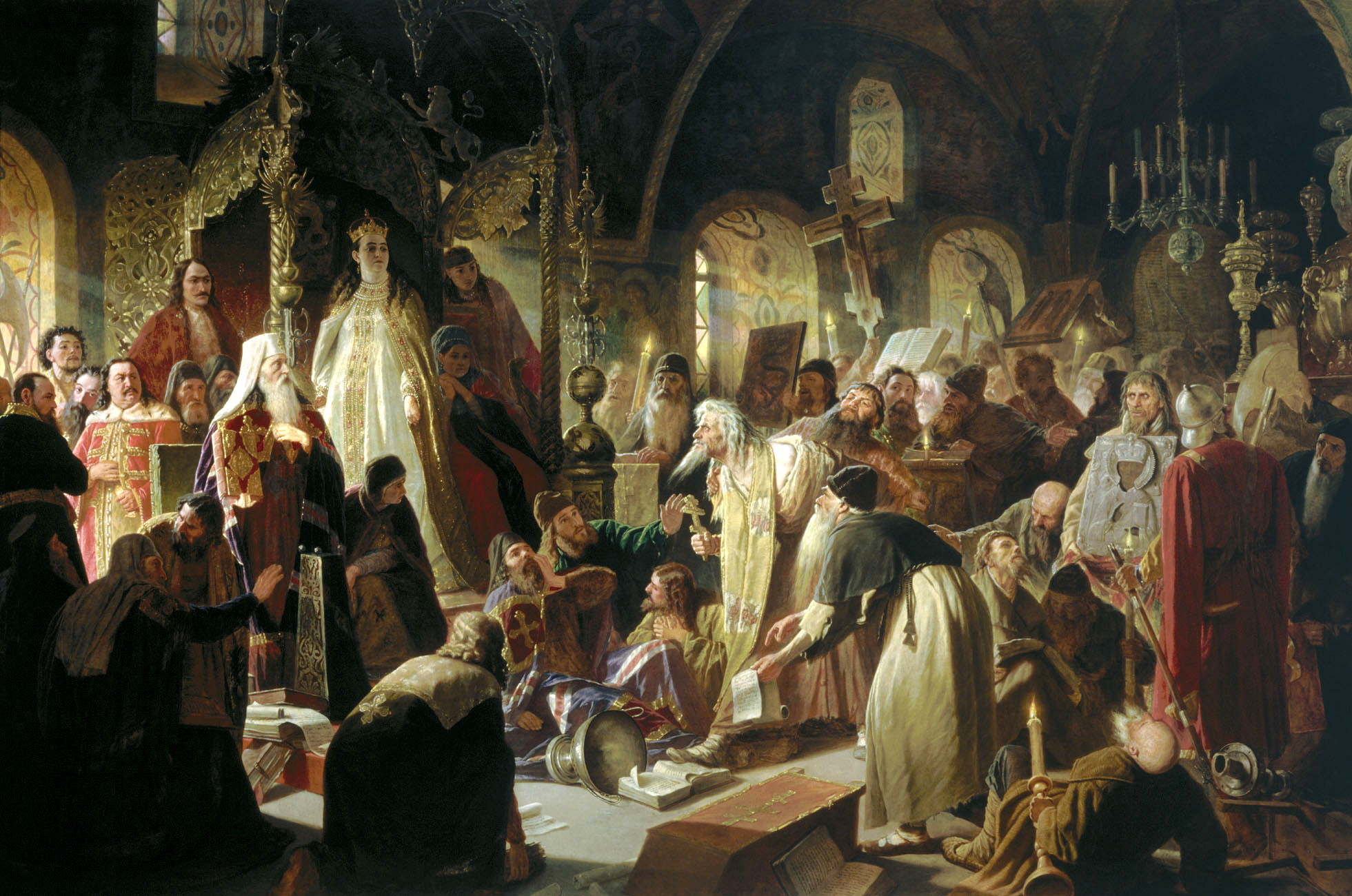
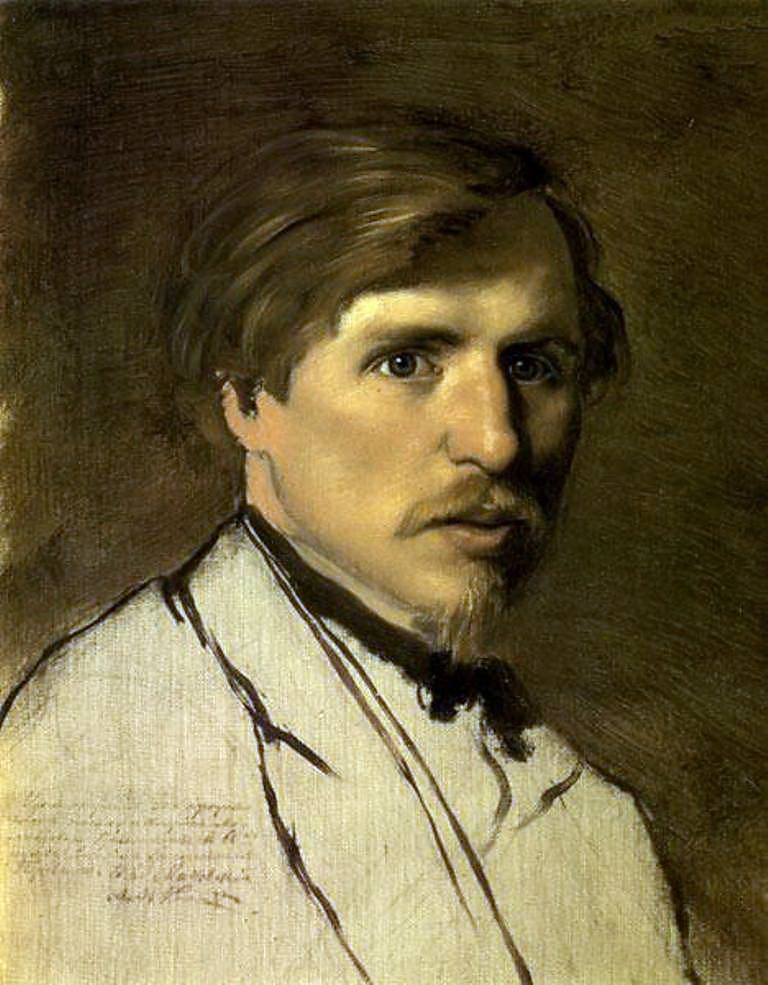
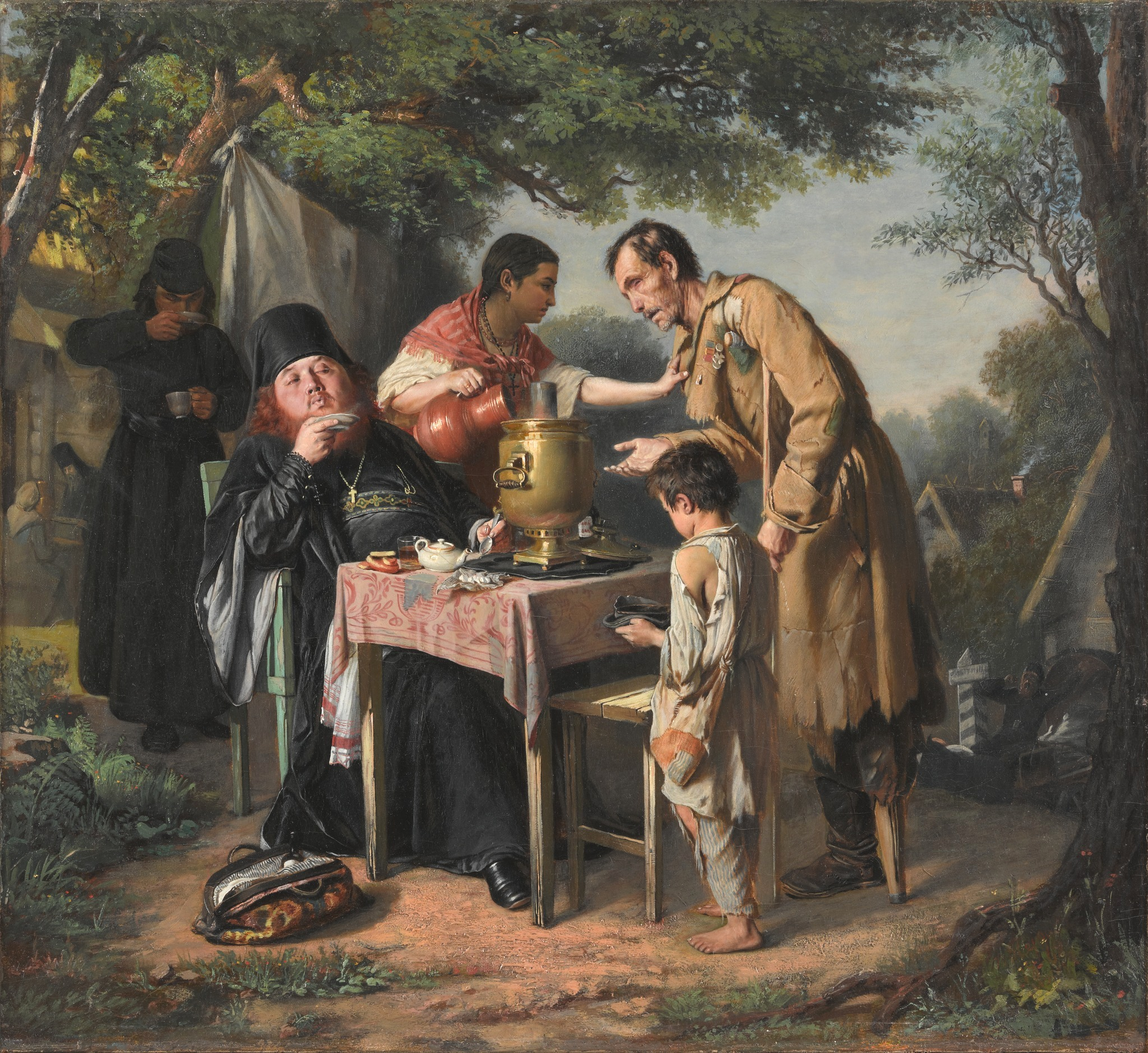
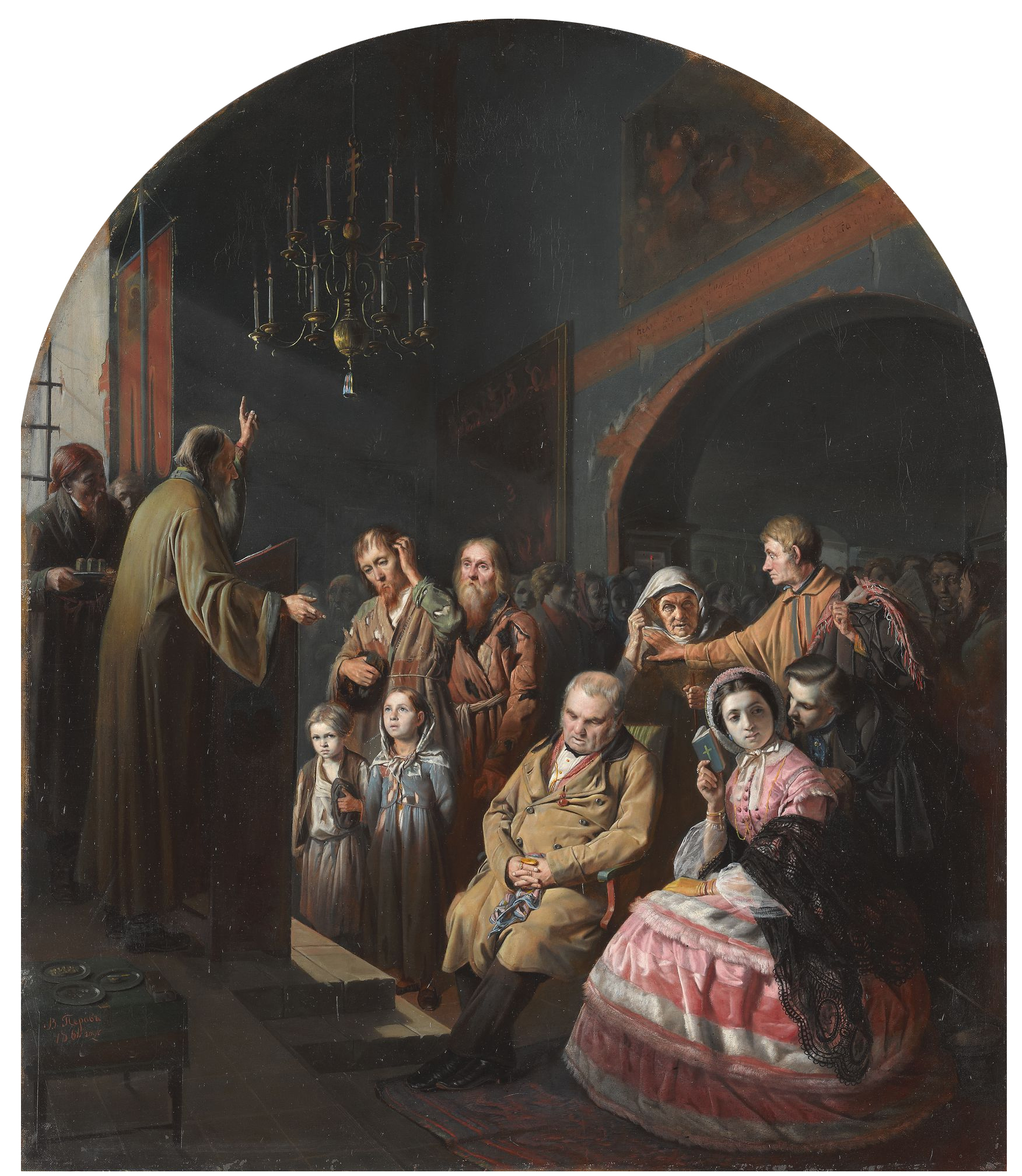
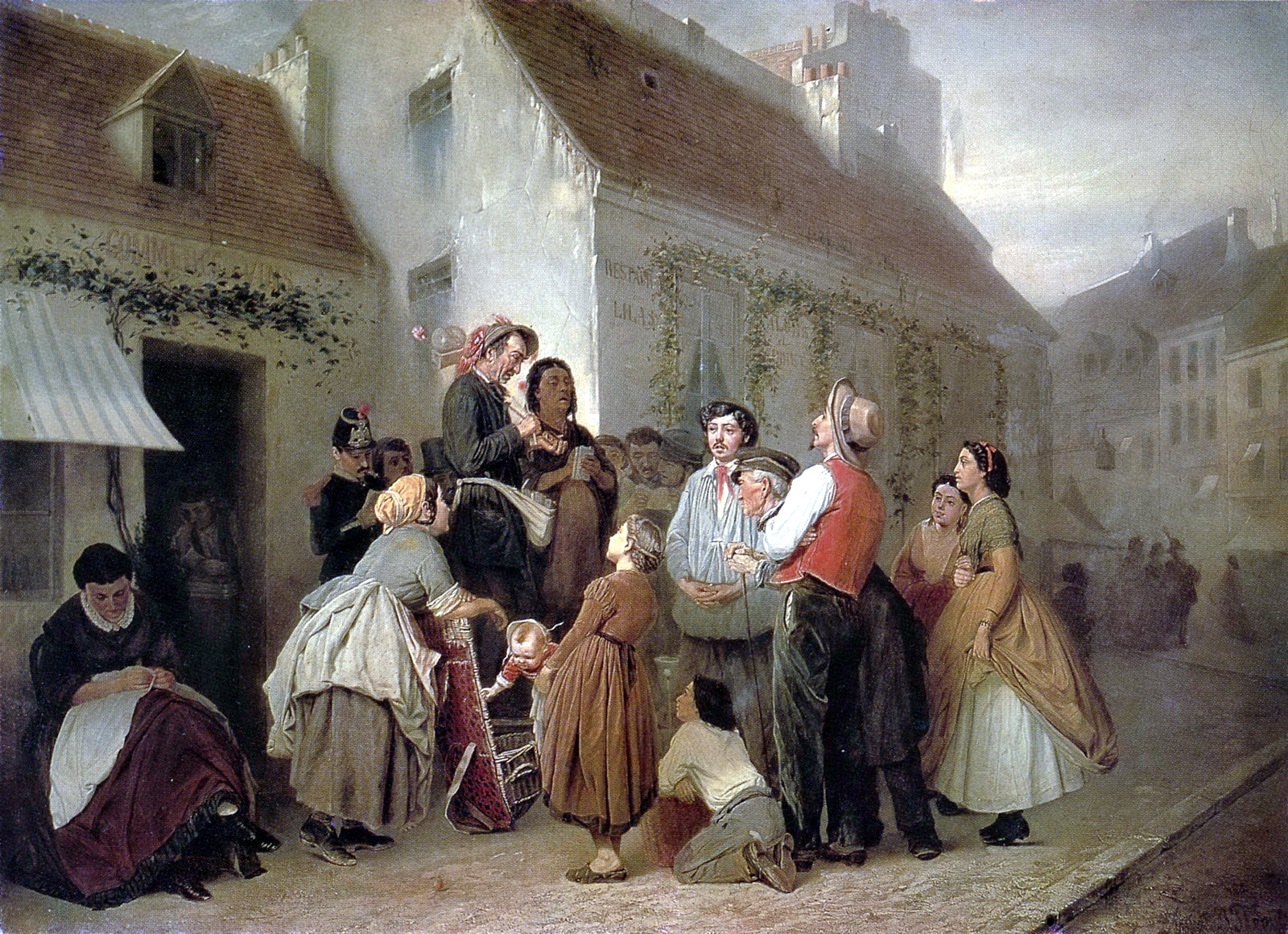
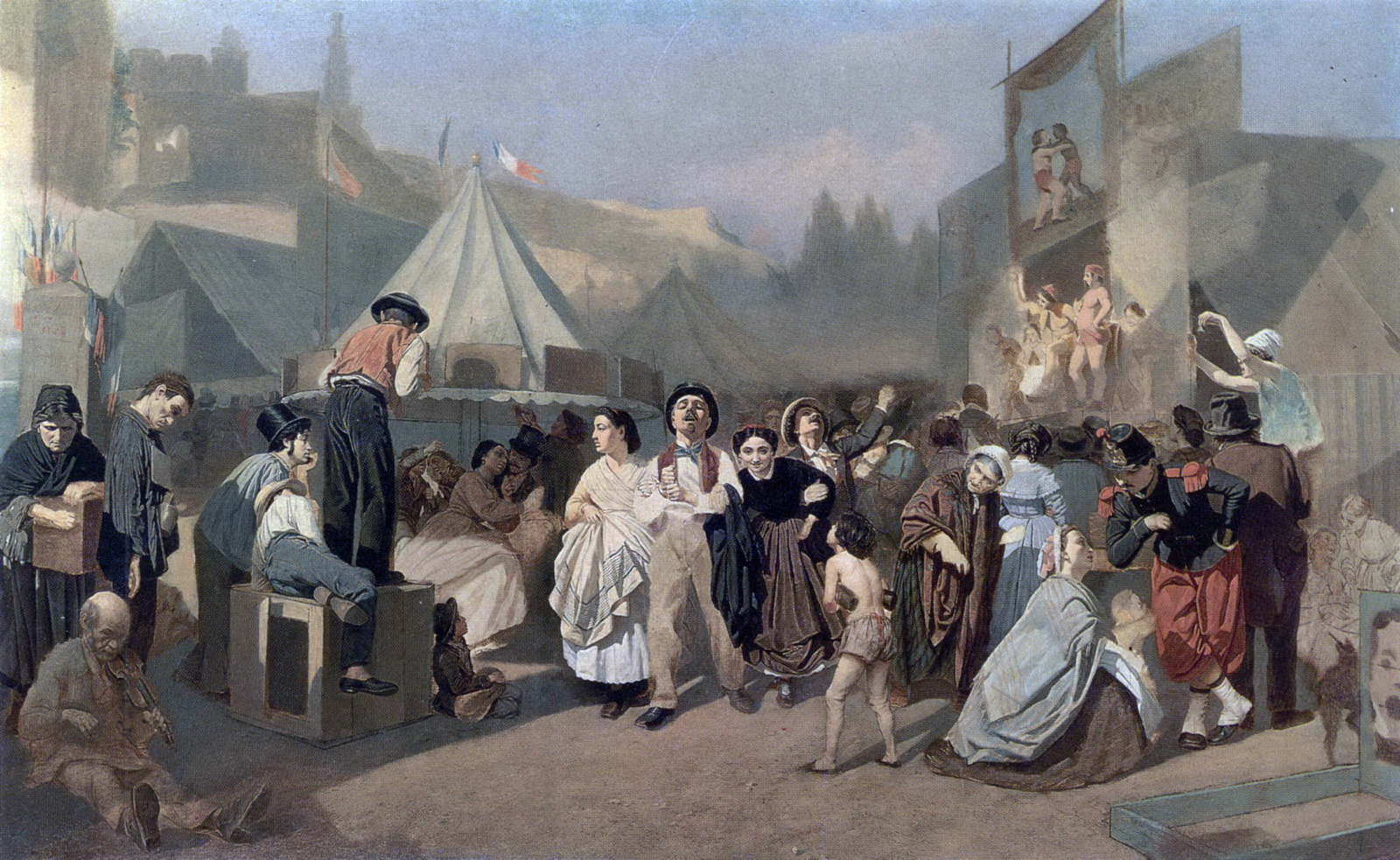
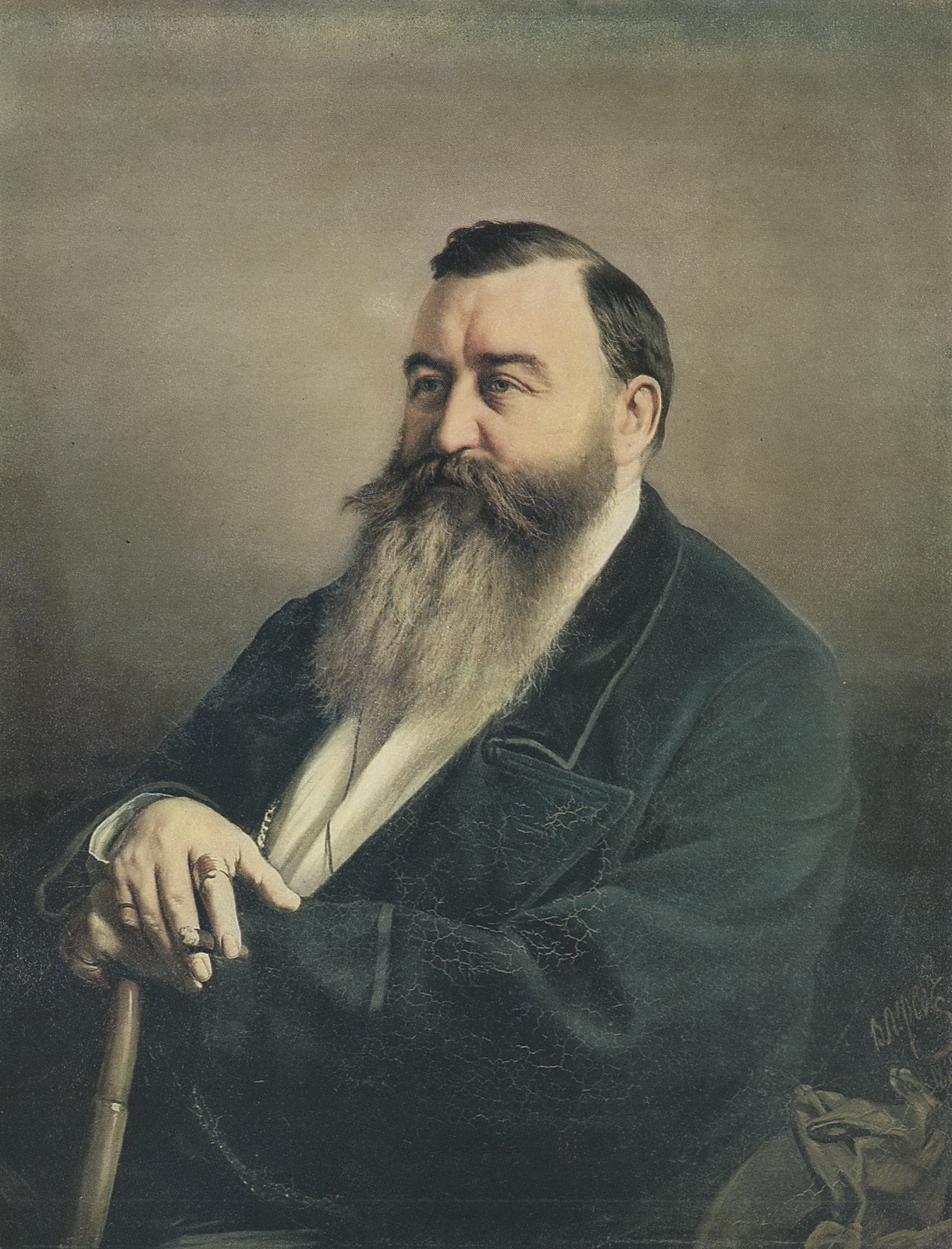
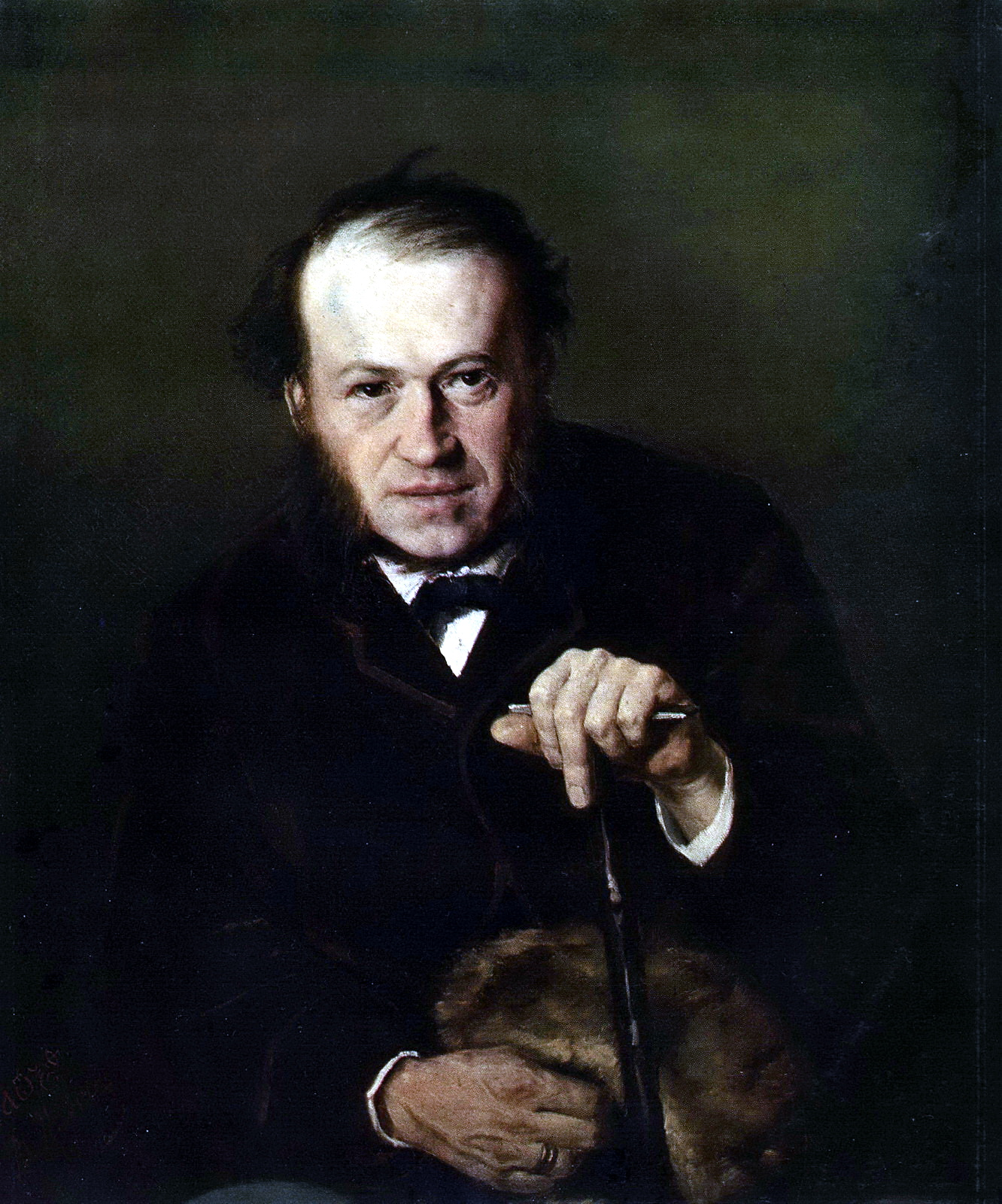
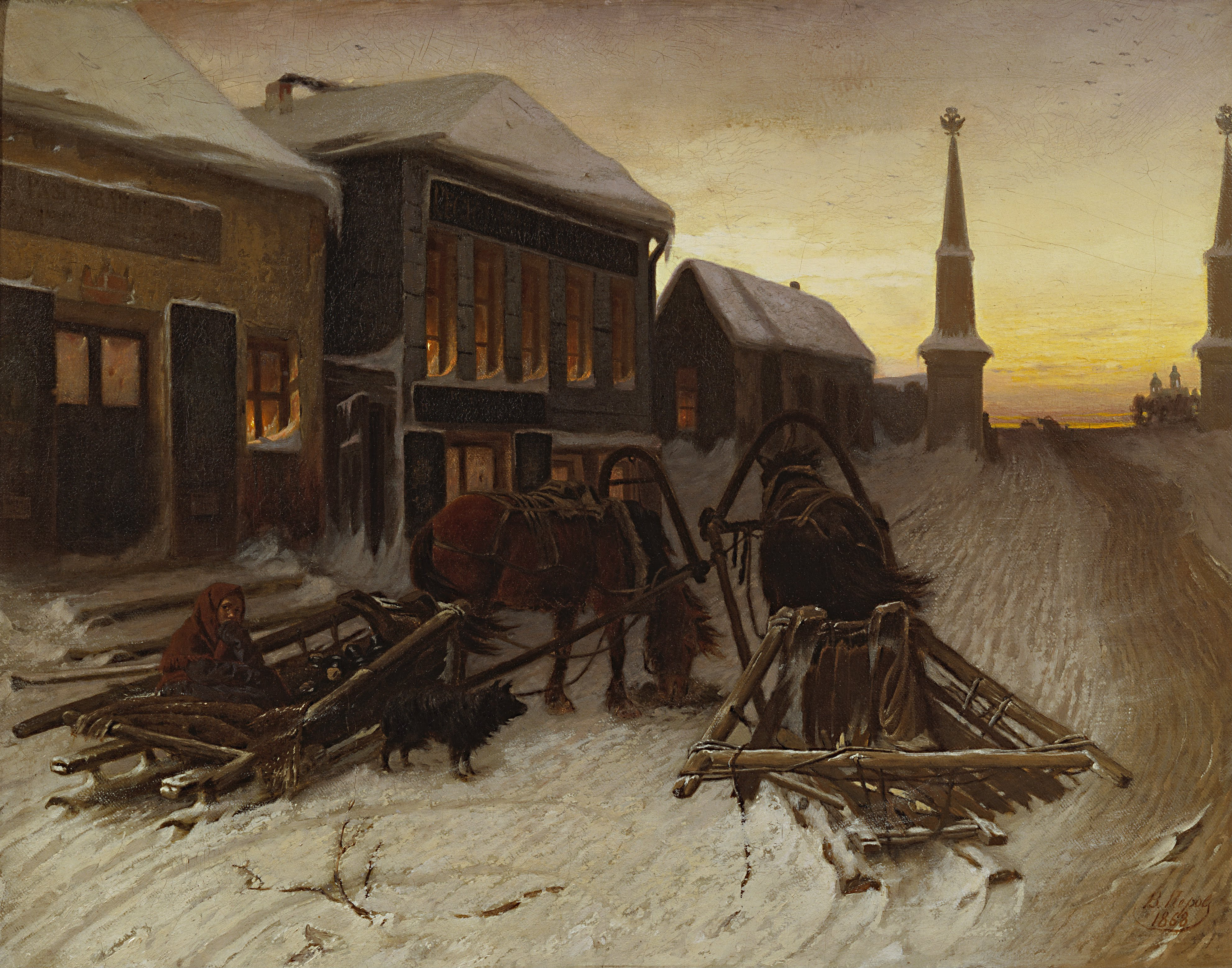
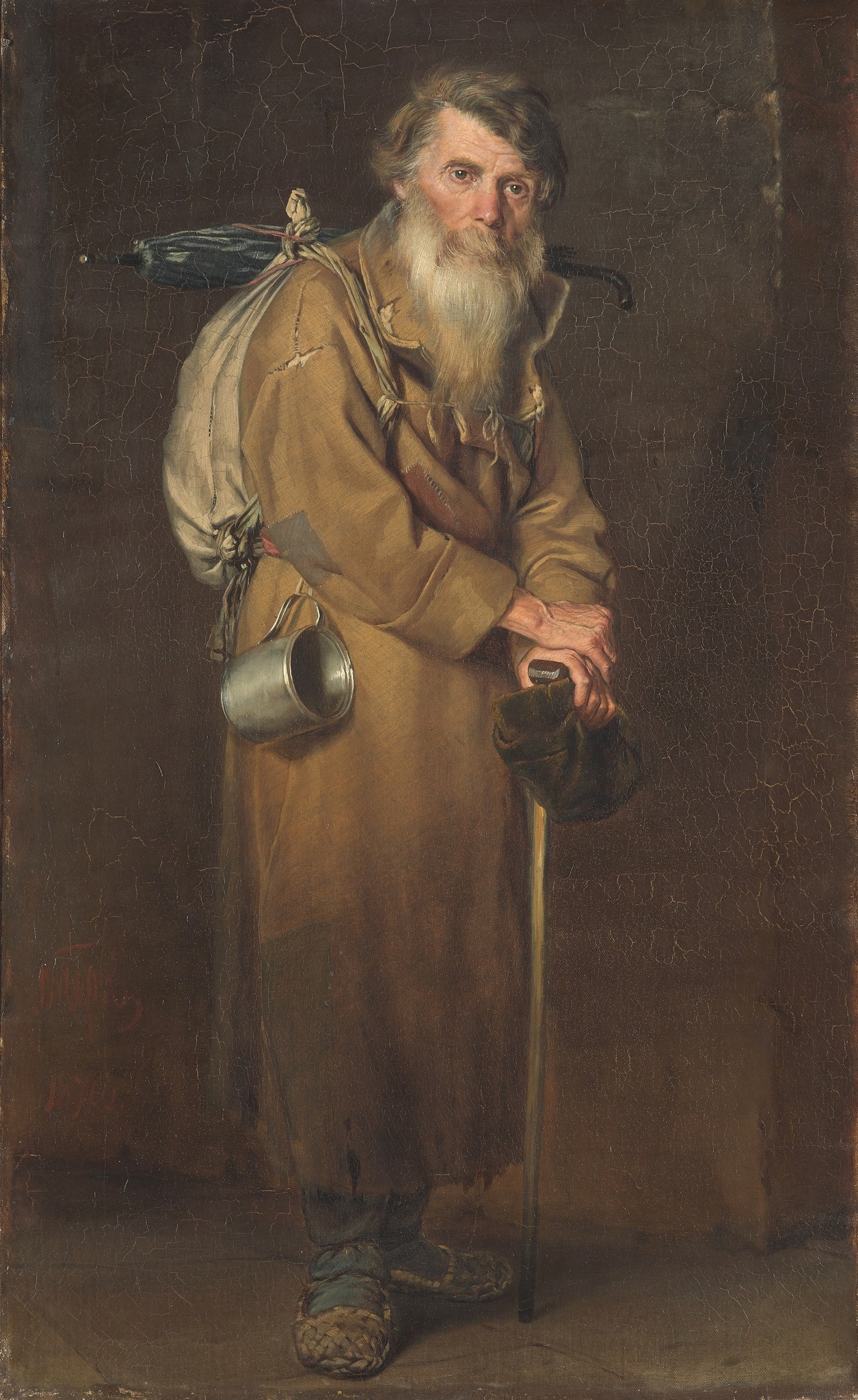
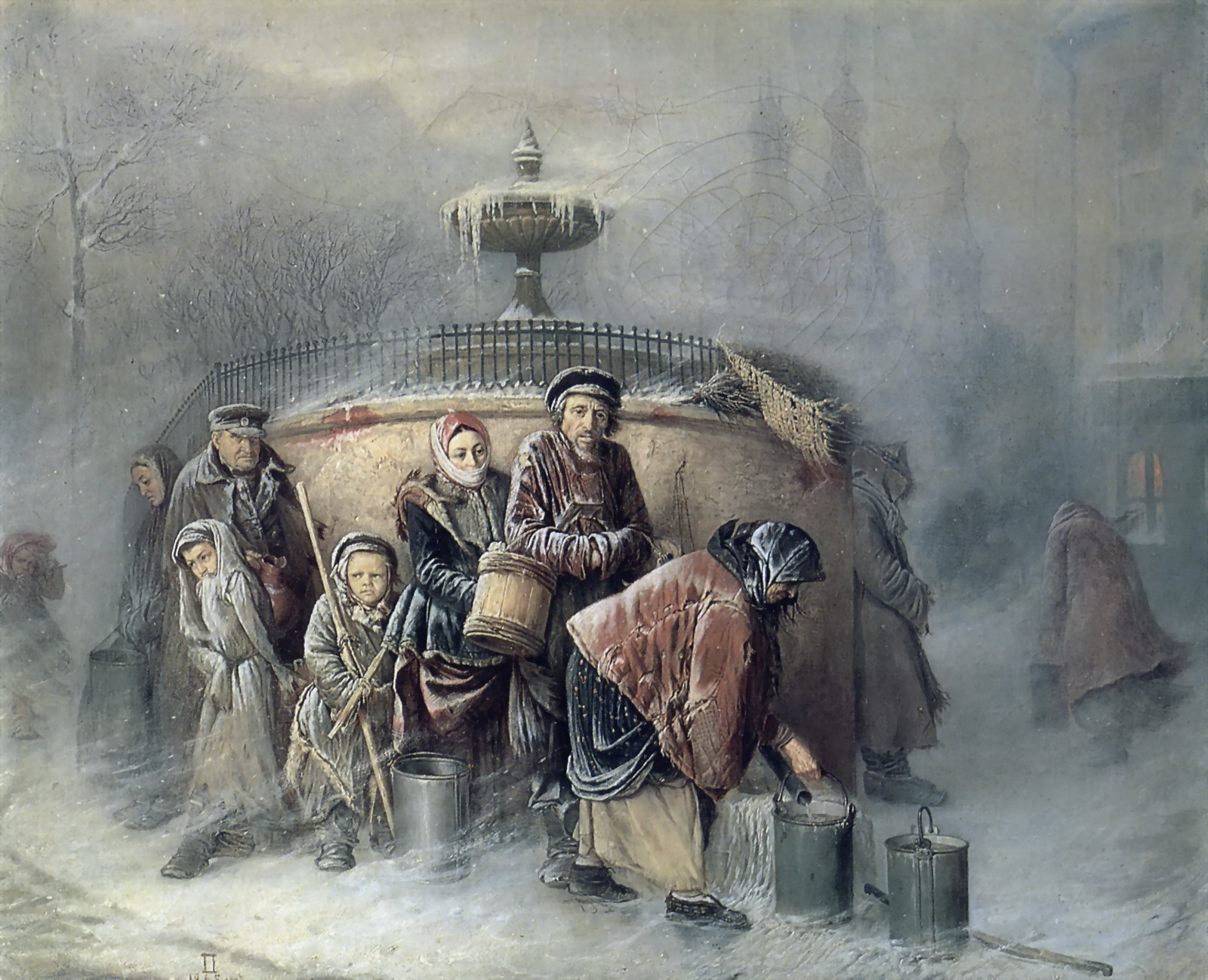
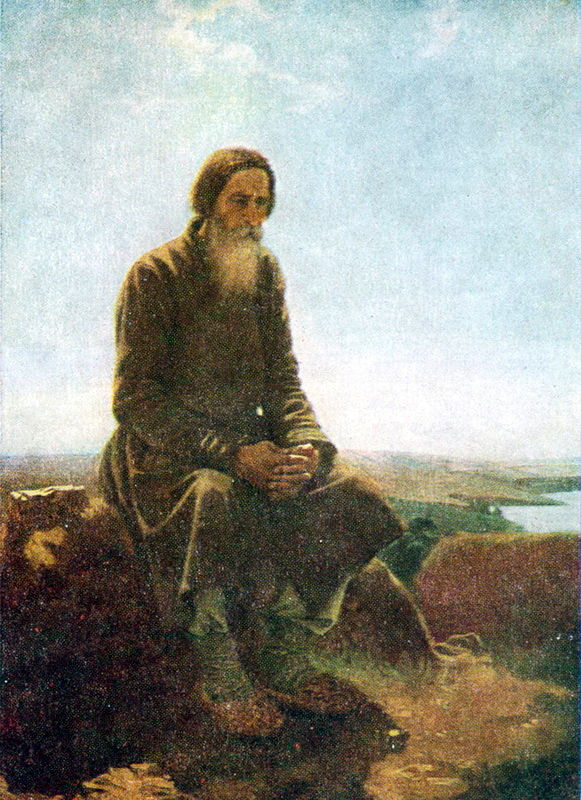
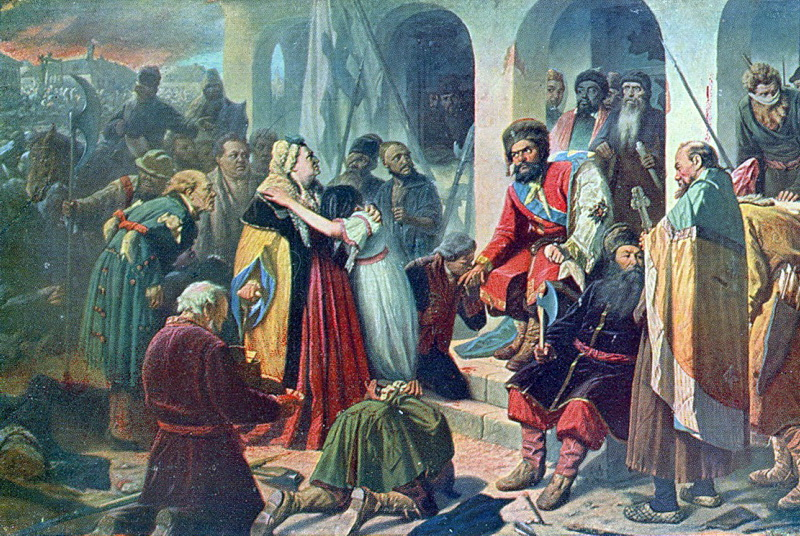
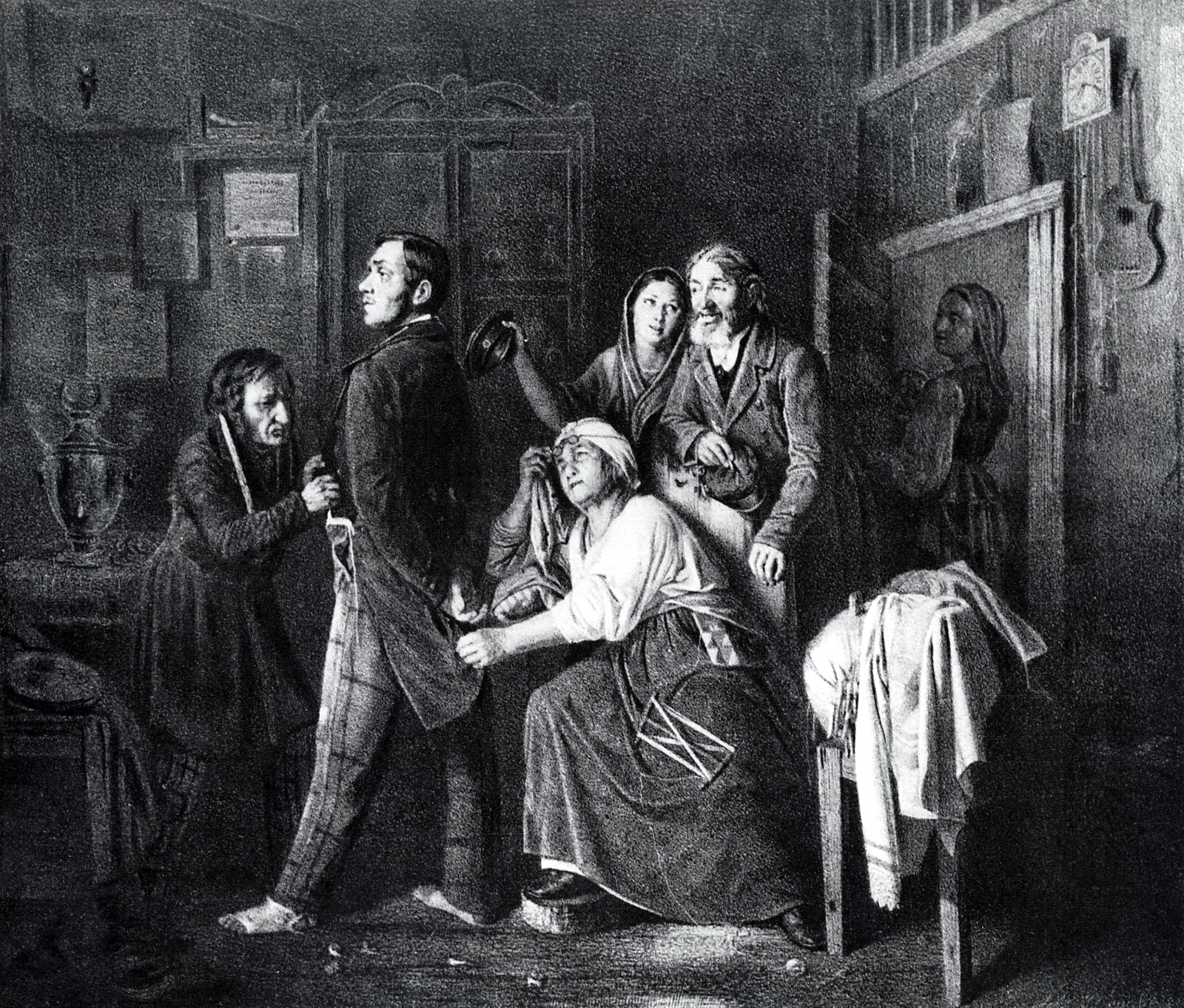
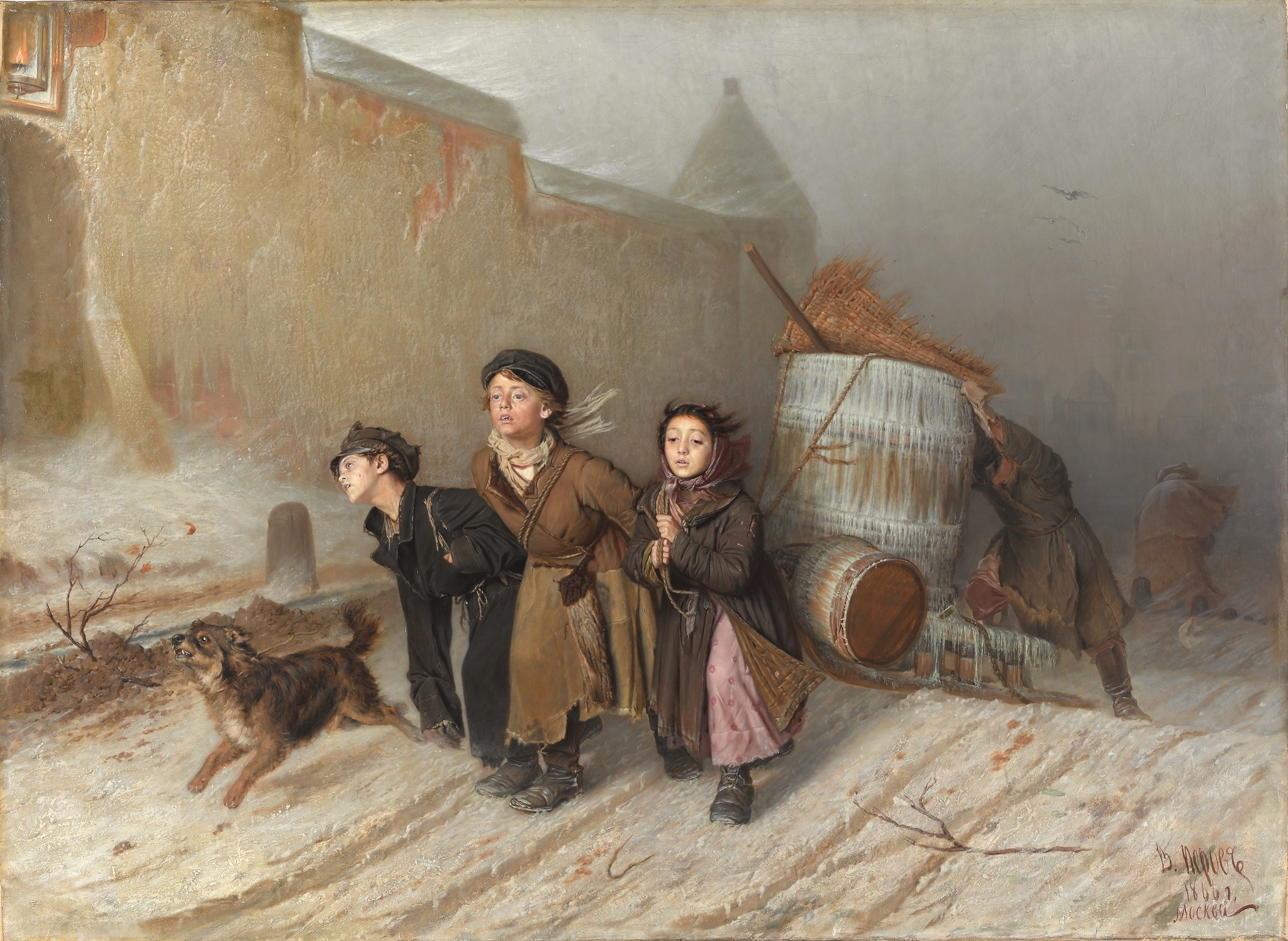
『トロイカ（ロシア語版）』、1866年
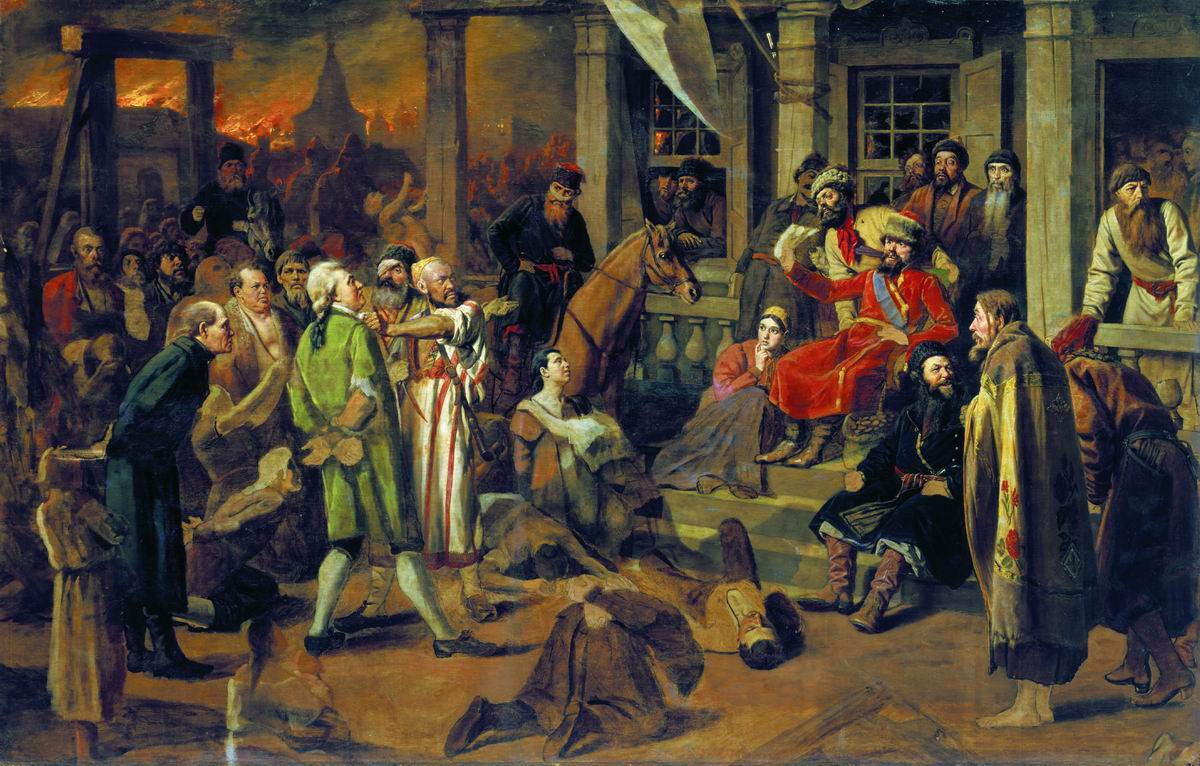
『プガチョフの裁判』、1875年
『岸辺の狩人（ロシア語版）』、1871年[2]
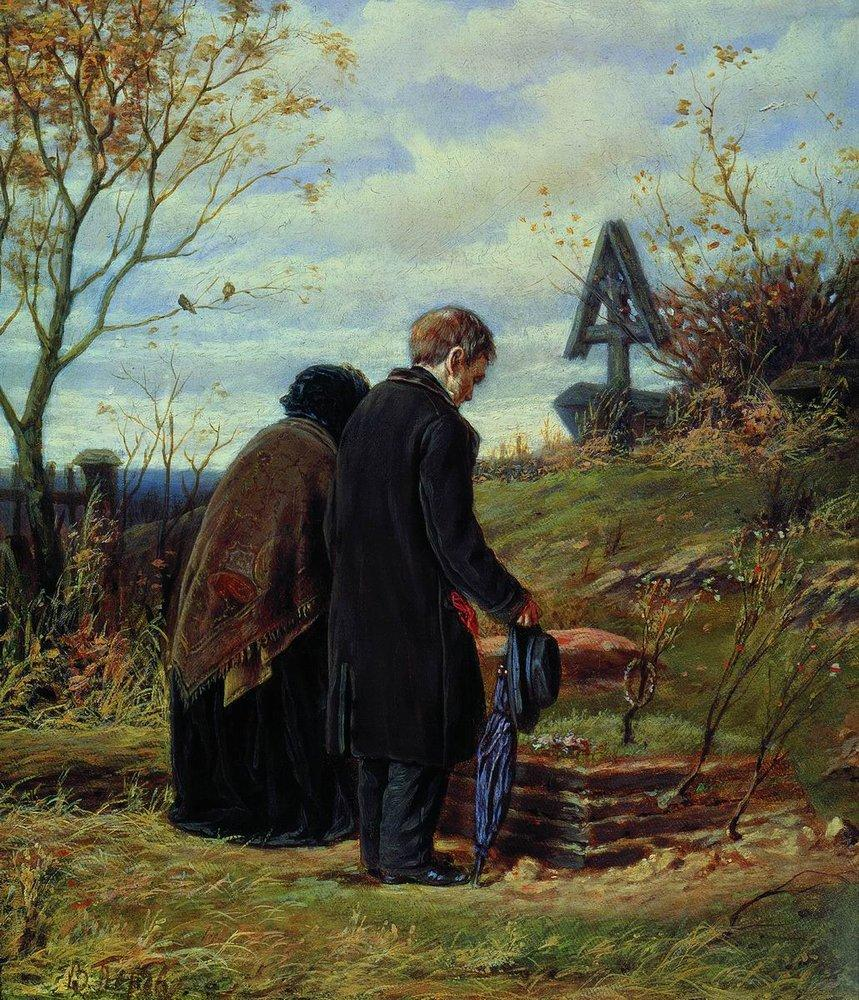
『息子の墓を訪れる老人の親』、1874年
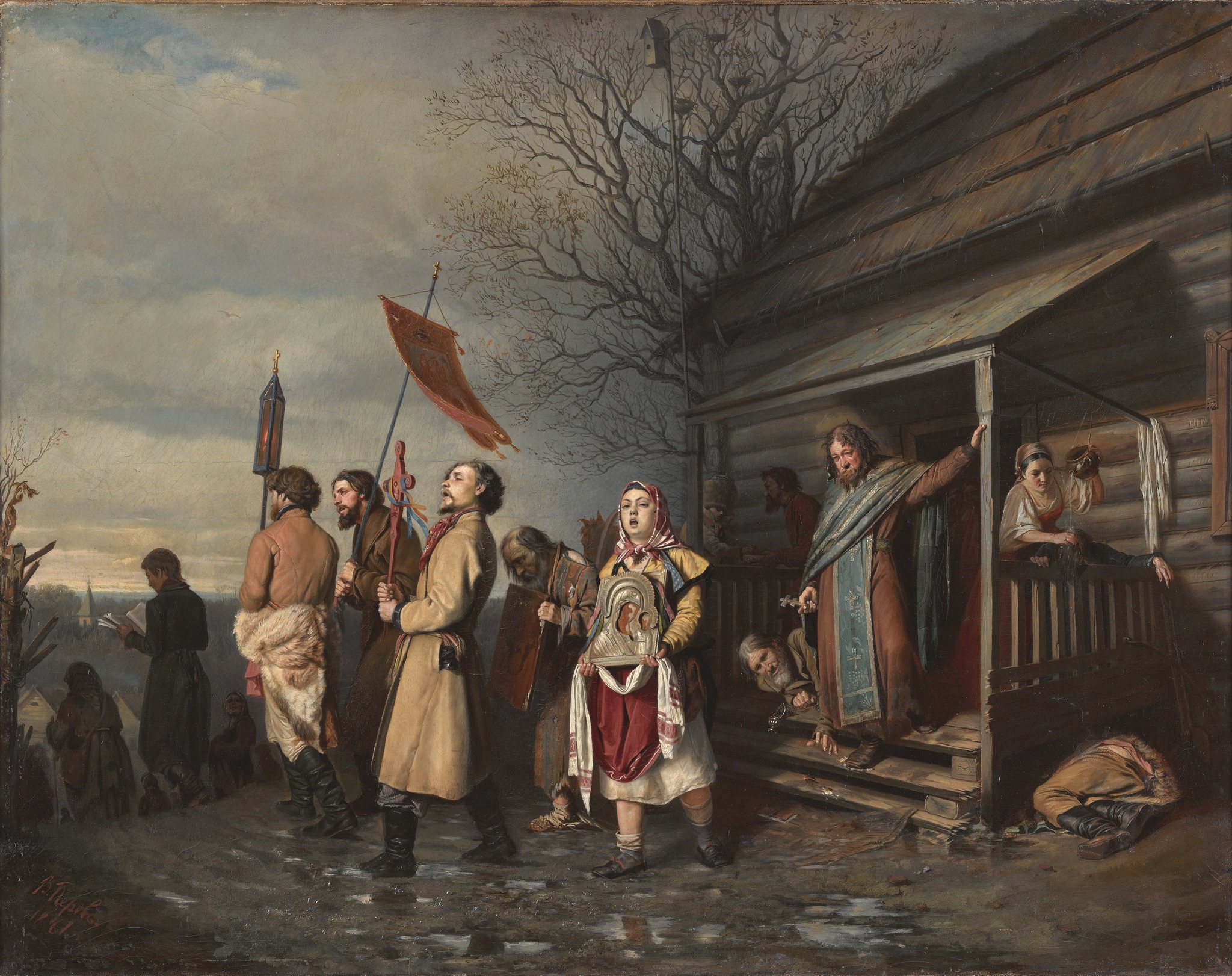
『村の復活大祭の十字架行進』、1861年
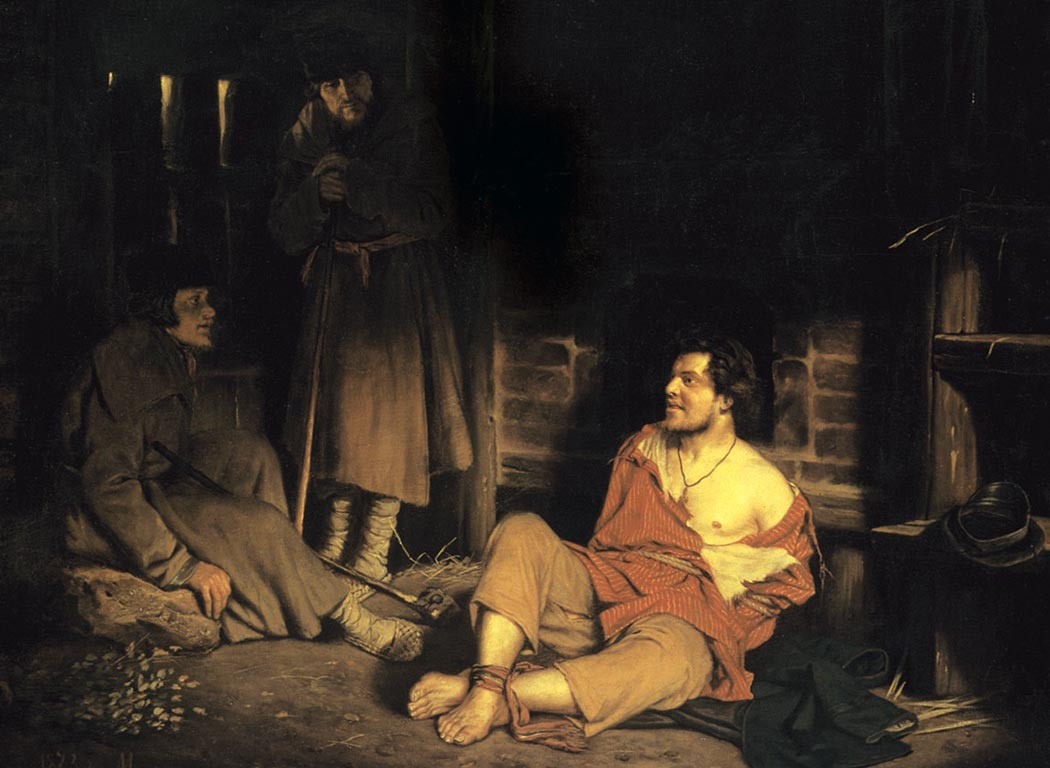
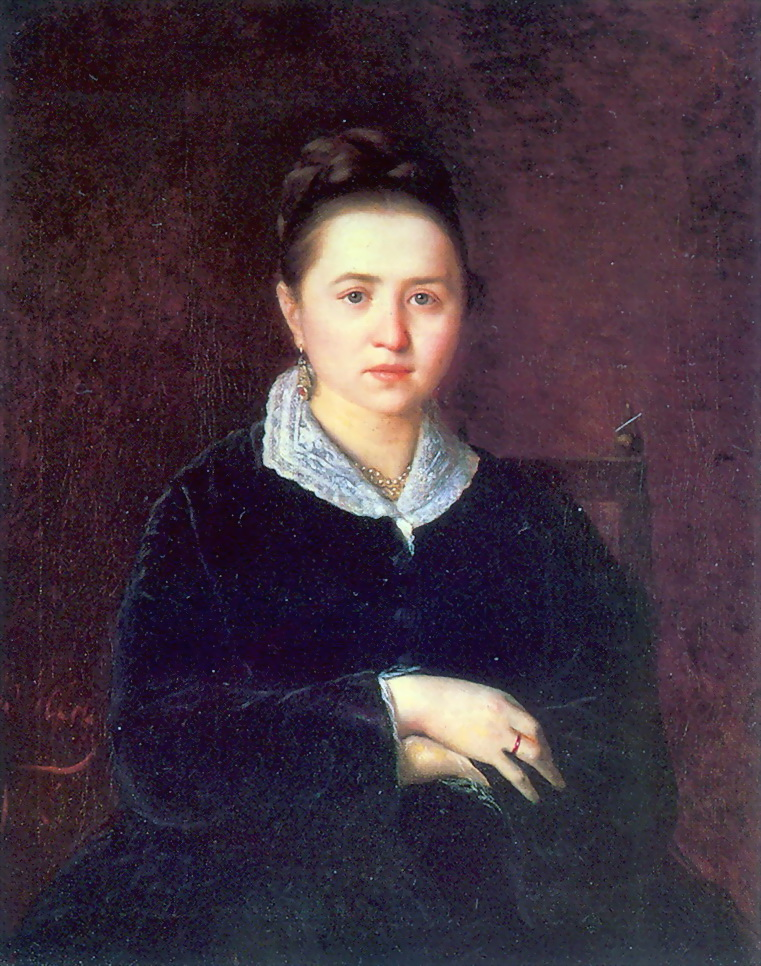
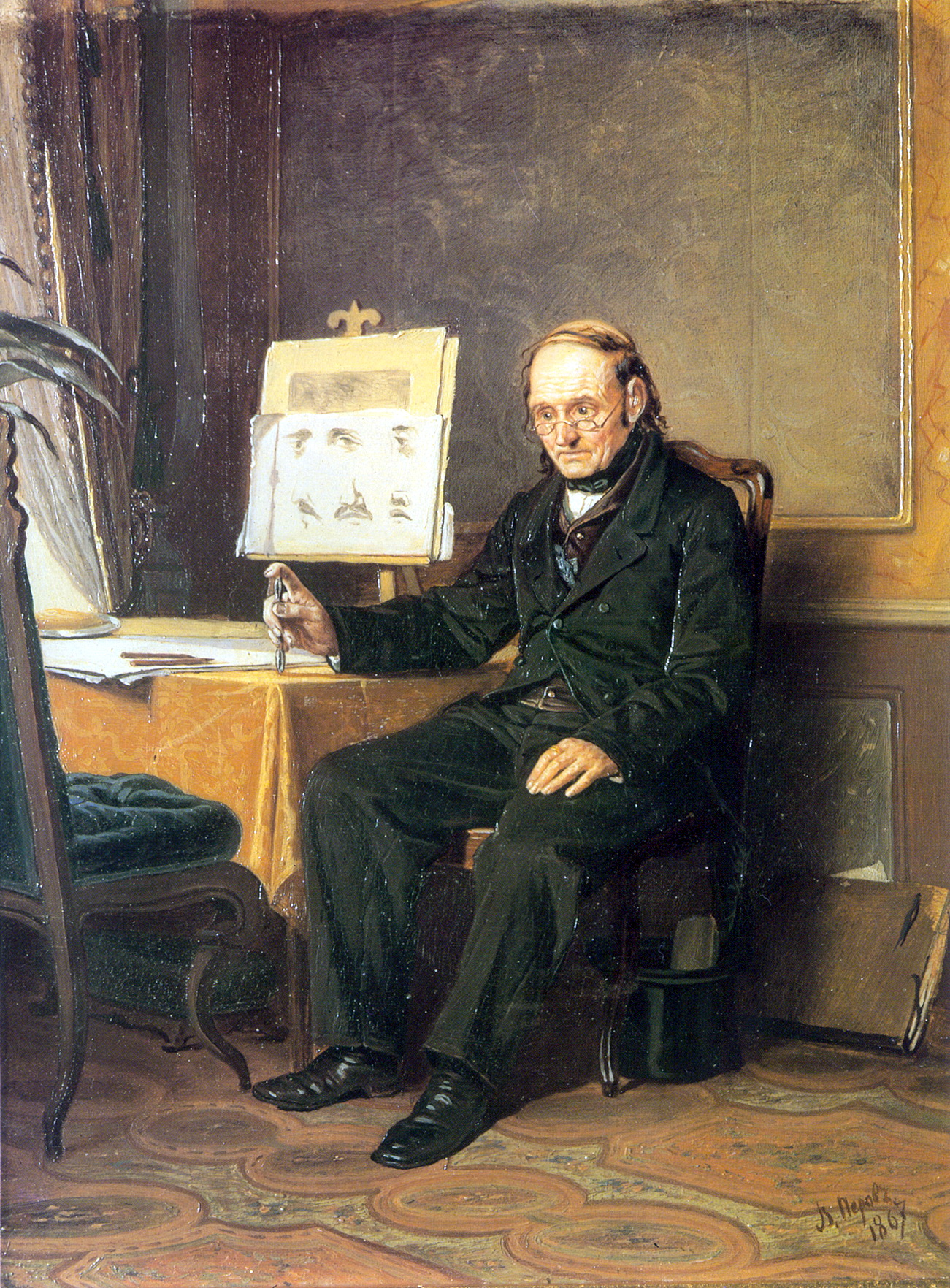
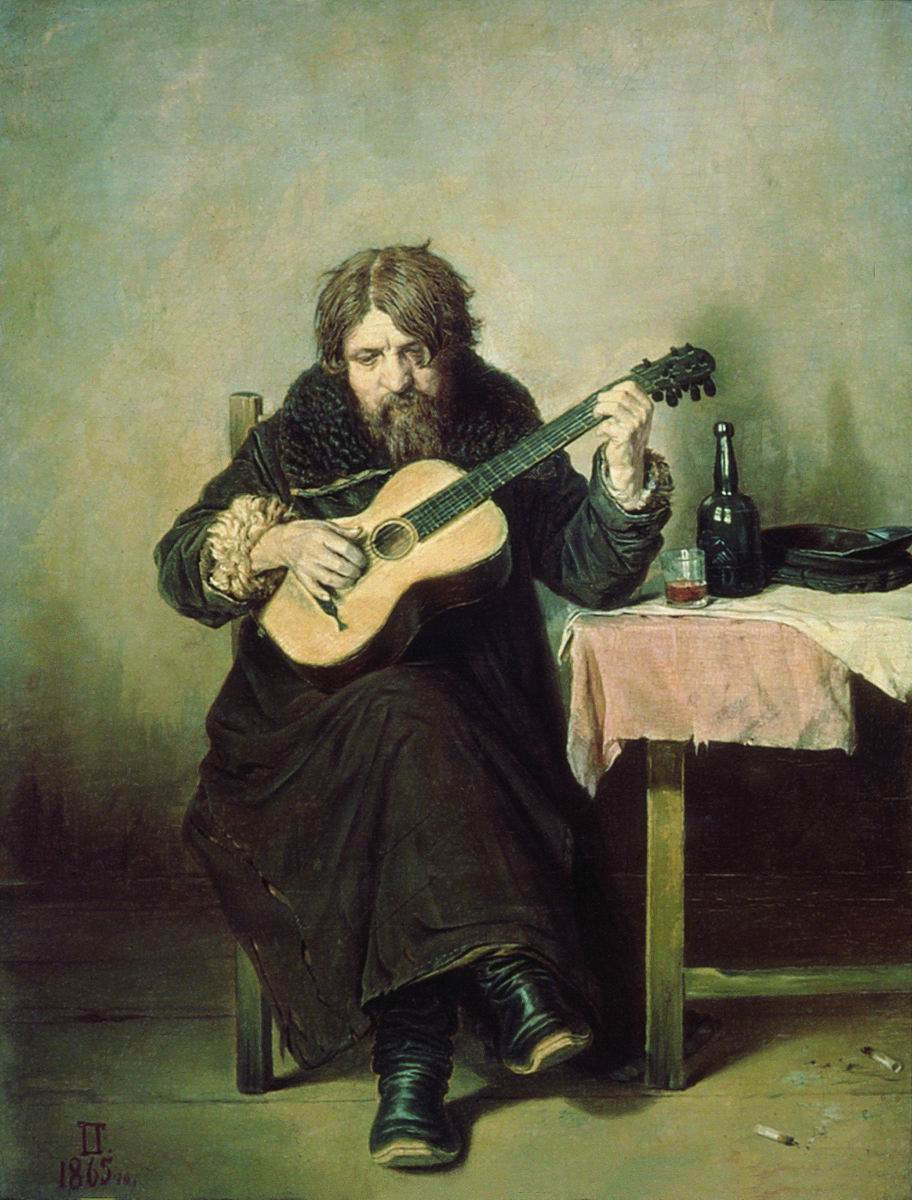
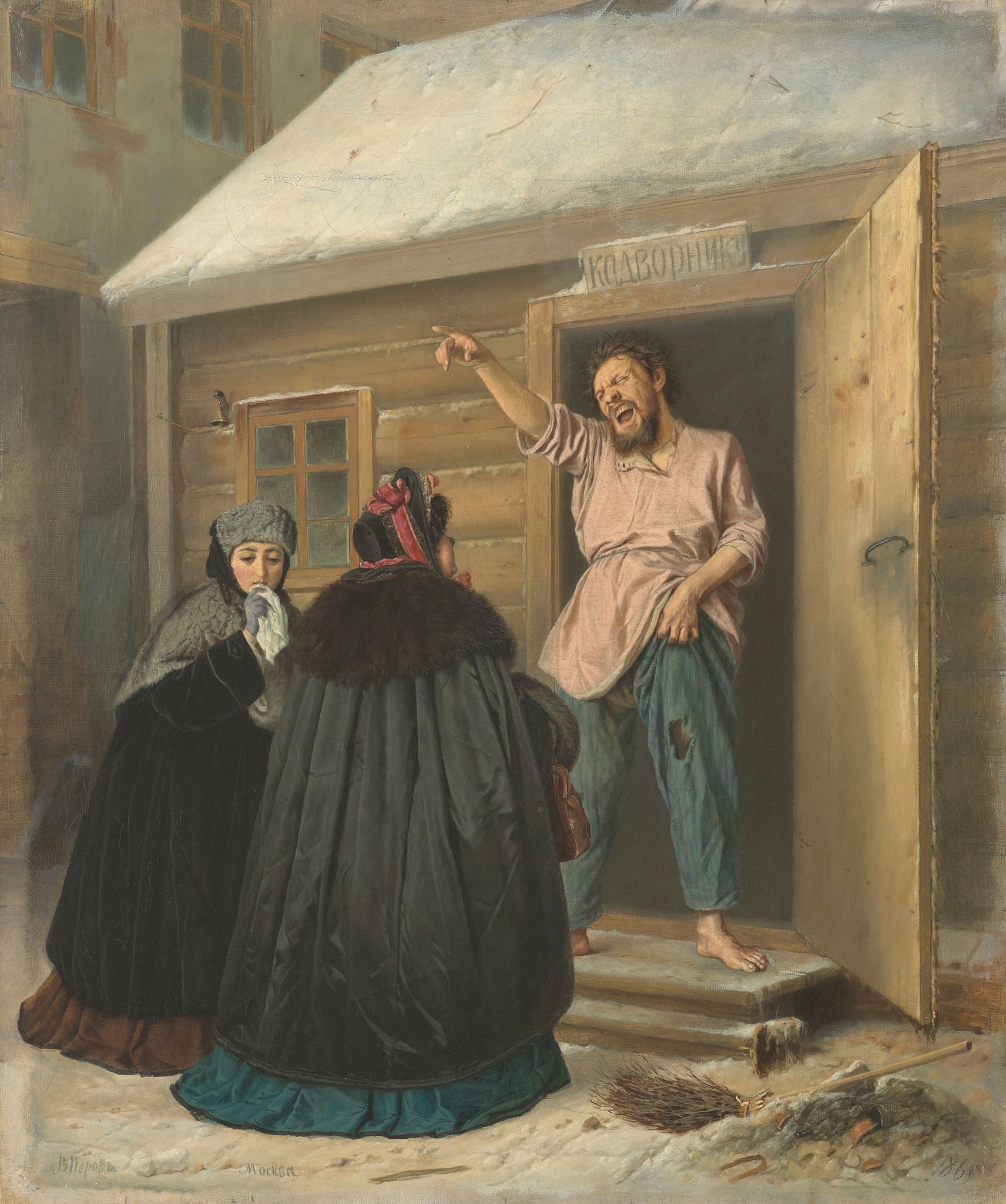
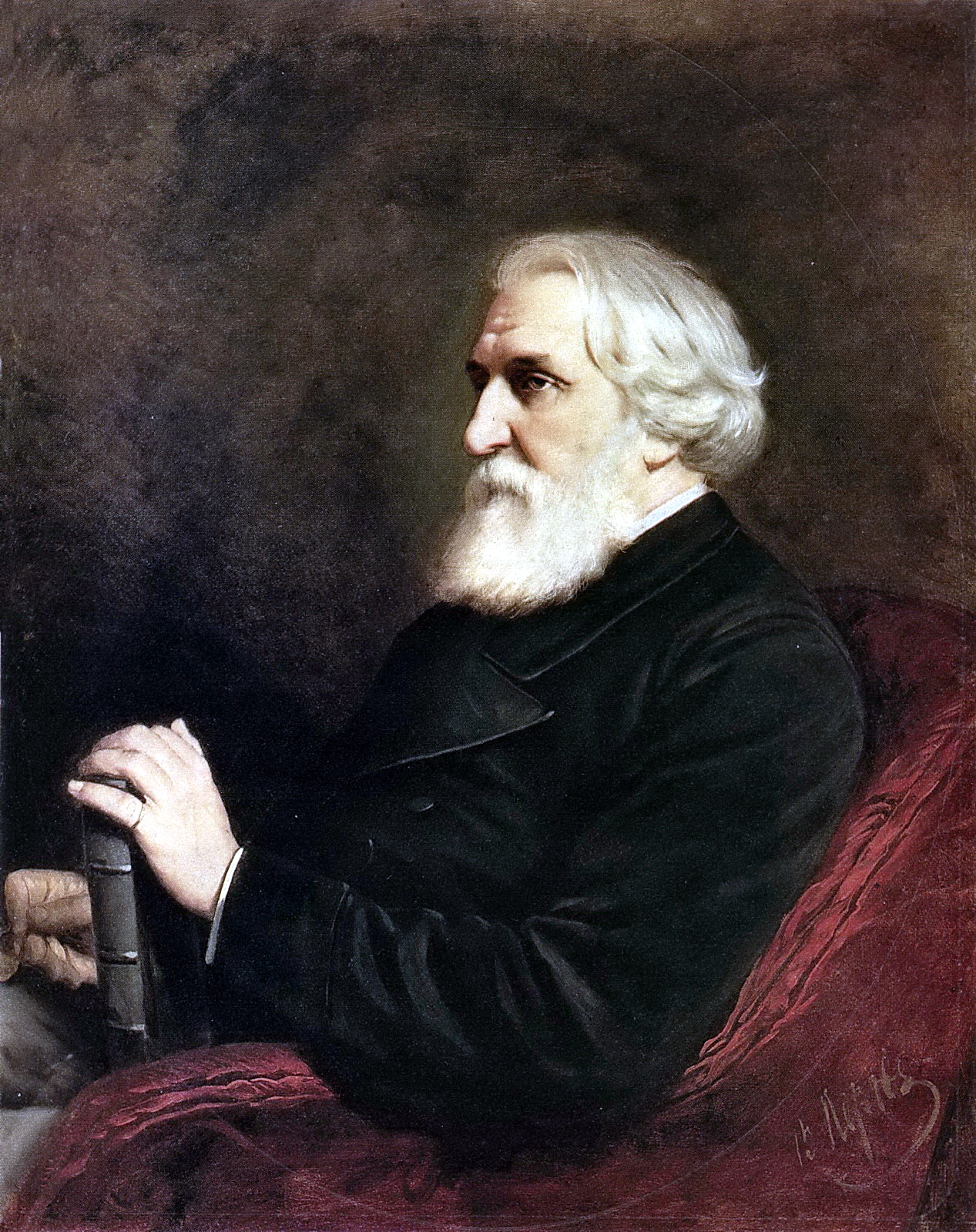
イワン・ツルゲーネフ  1872年
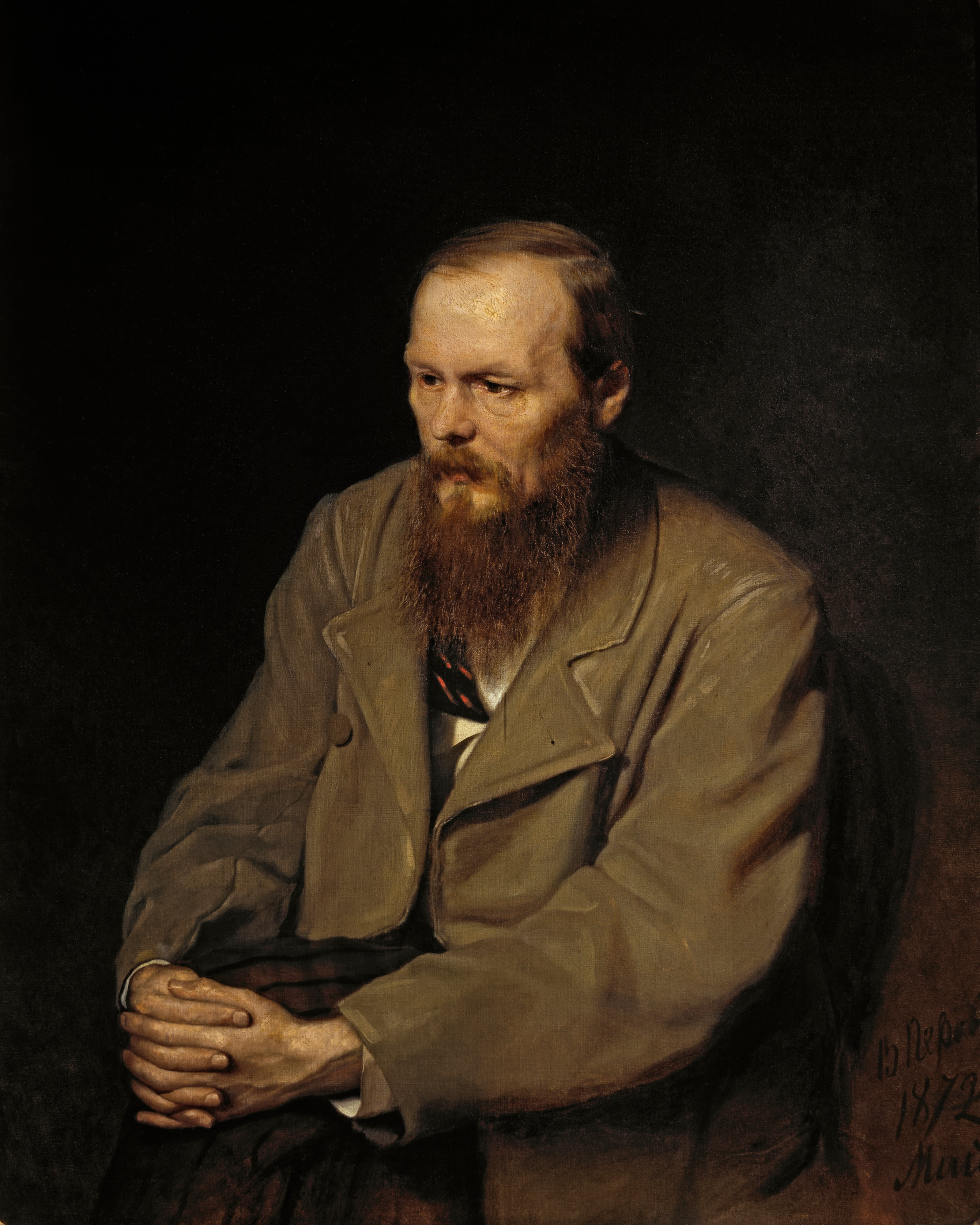
フョードル・ドストエフスキー、1872年
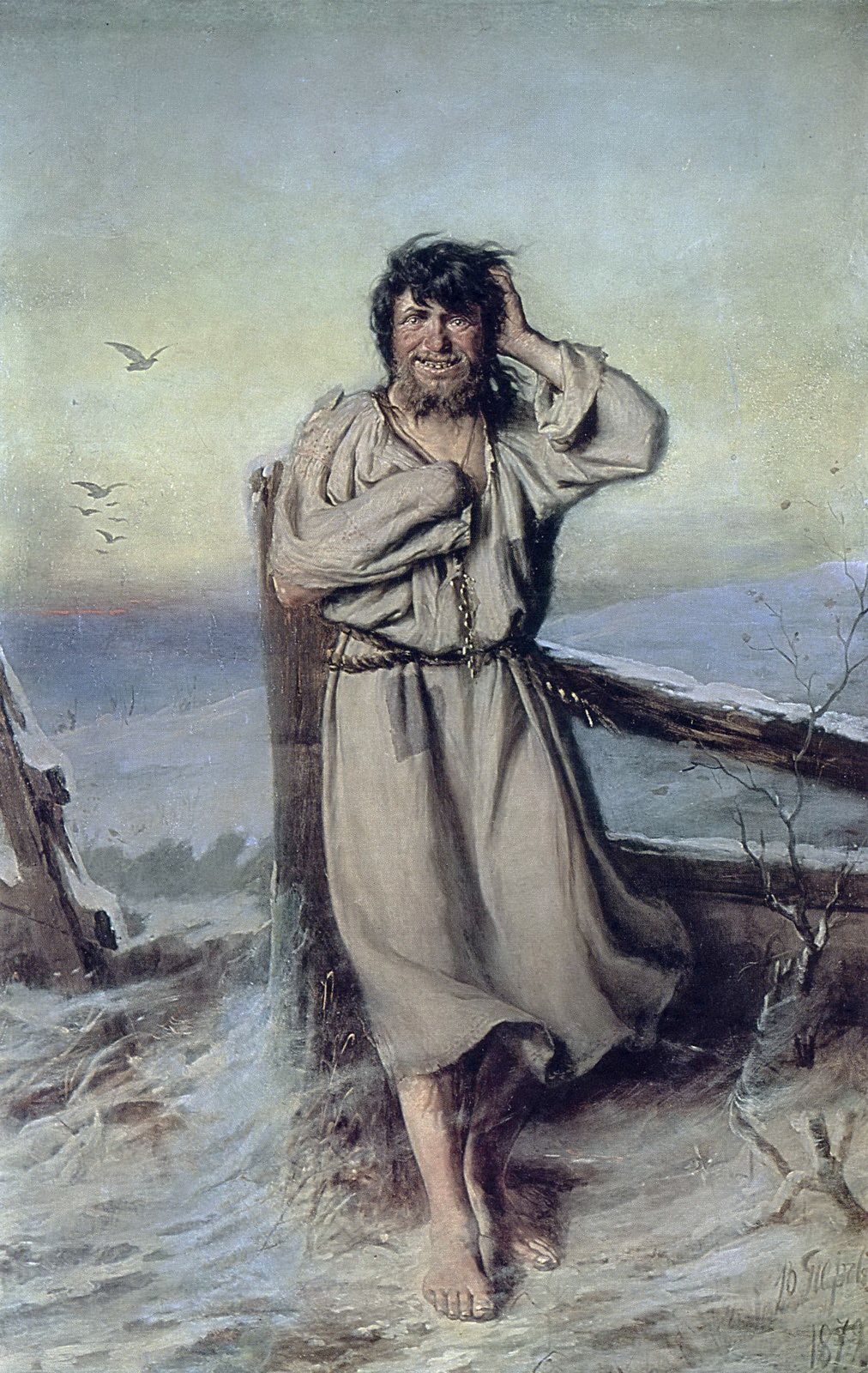
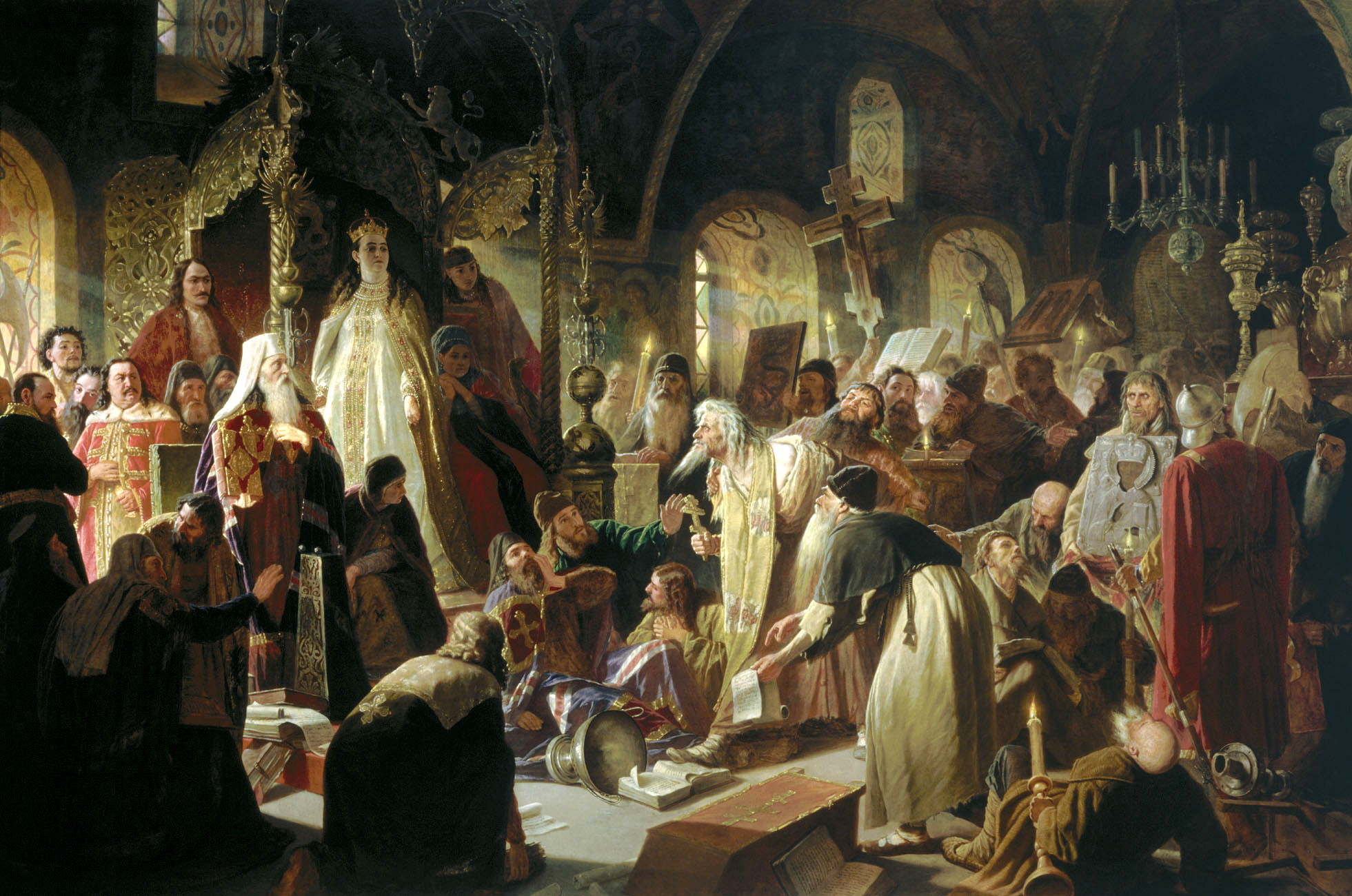
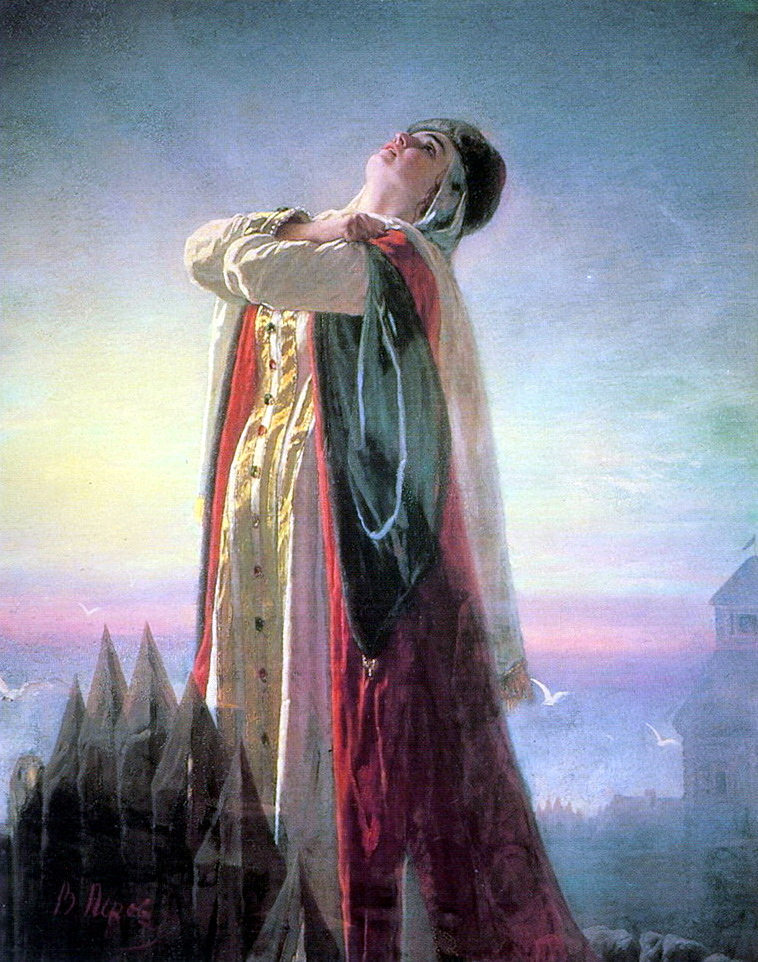
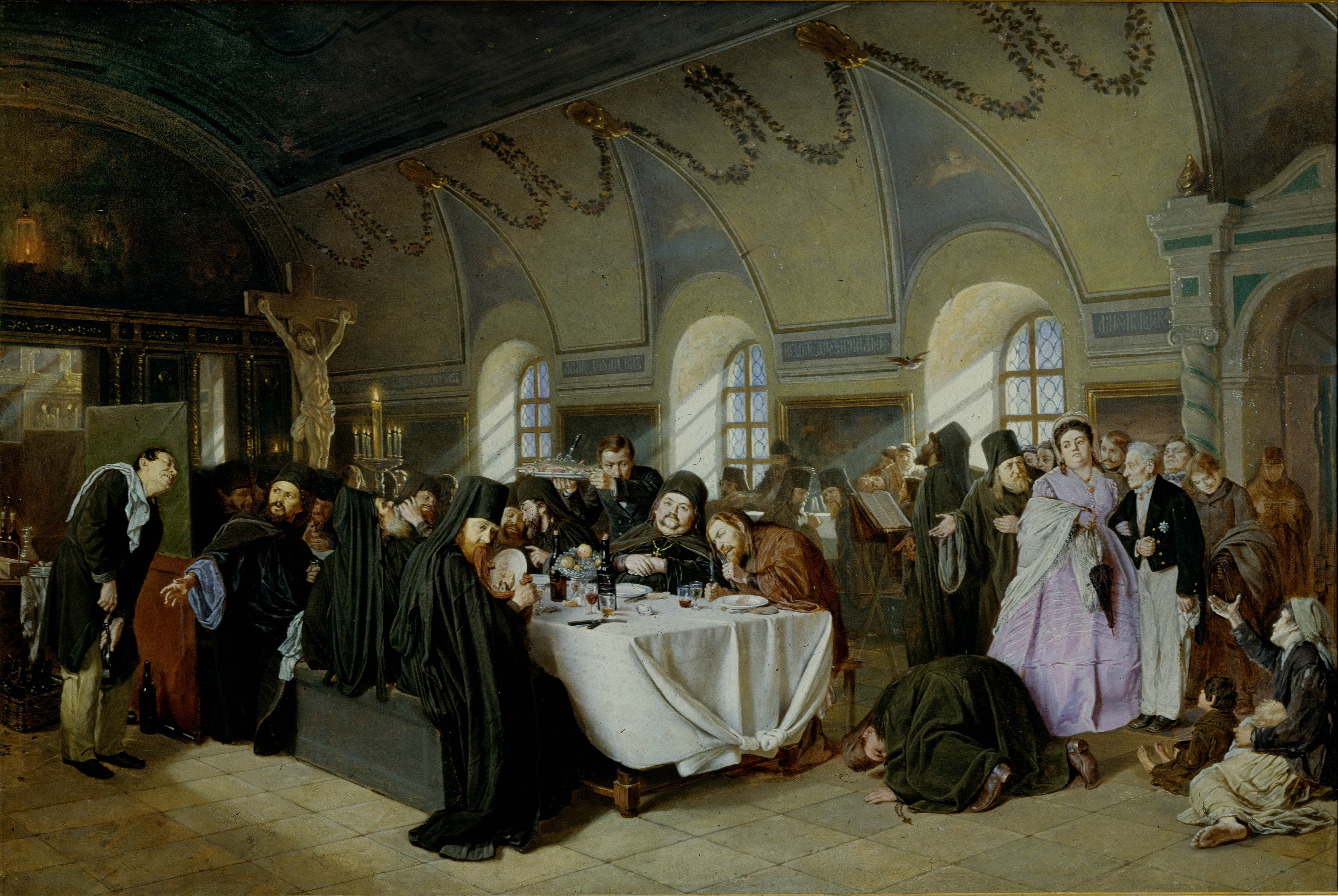
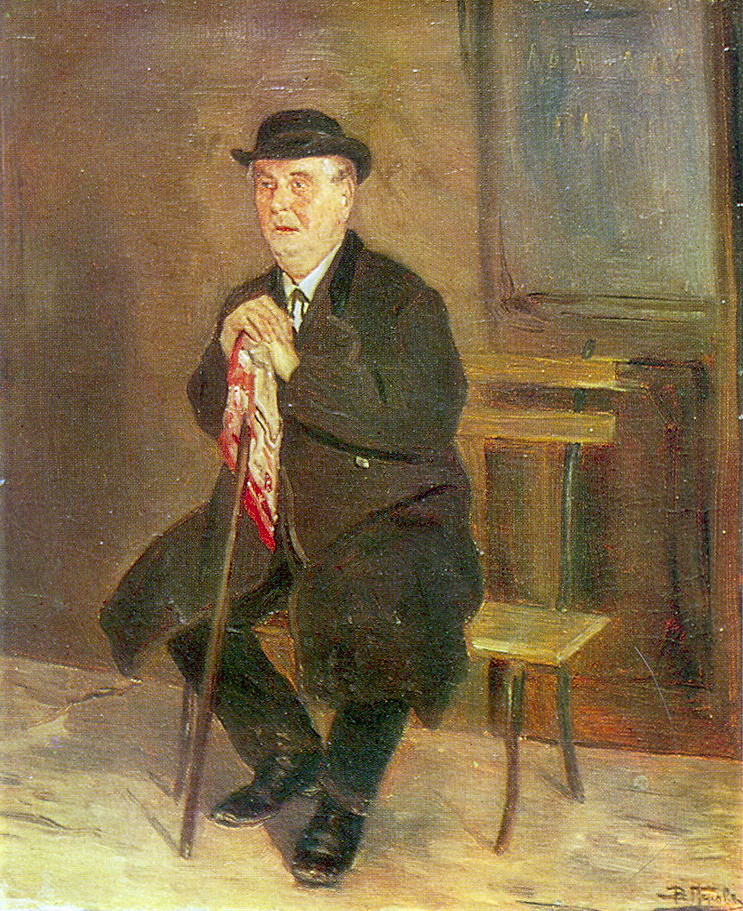
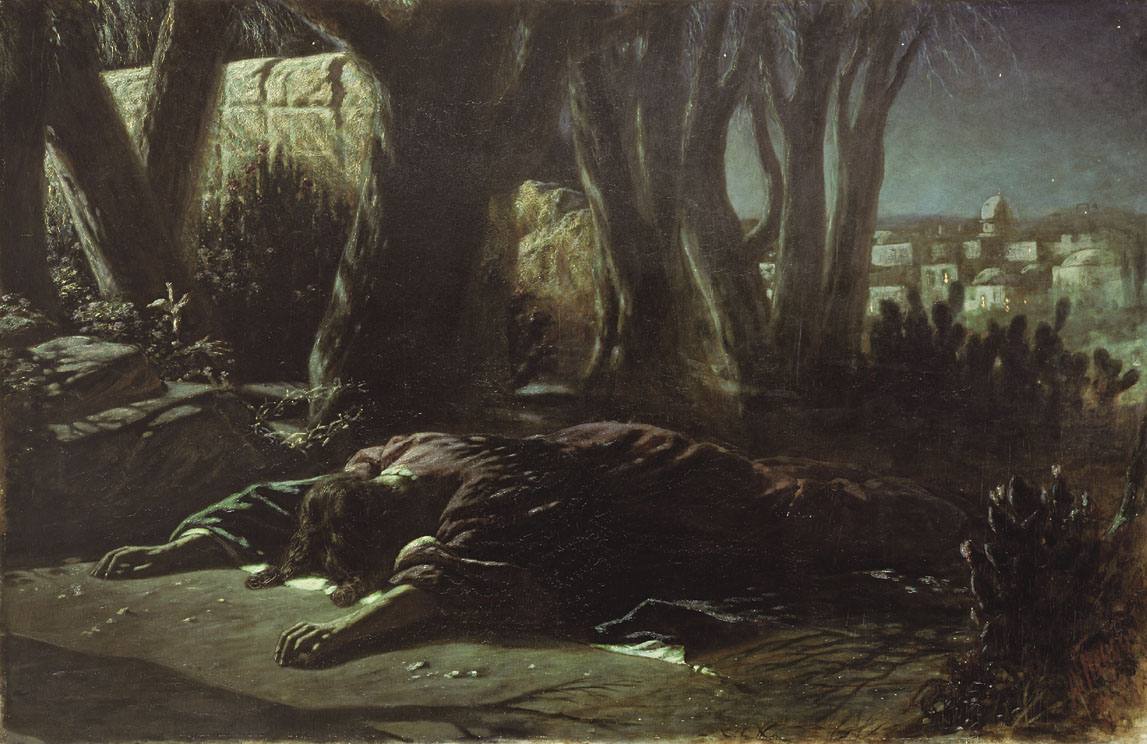
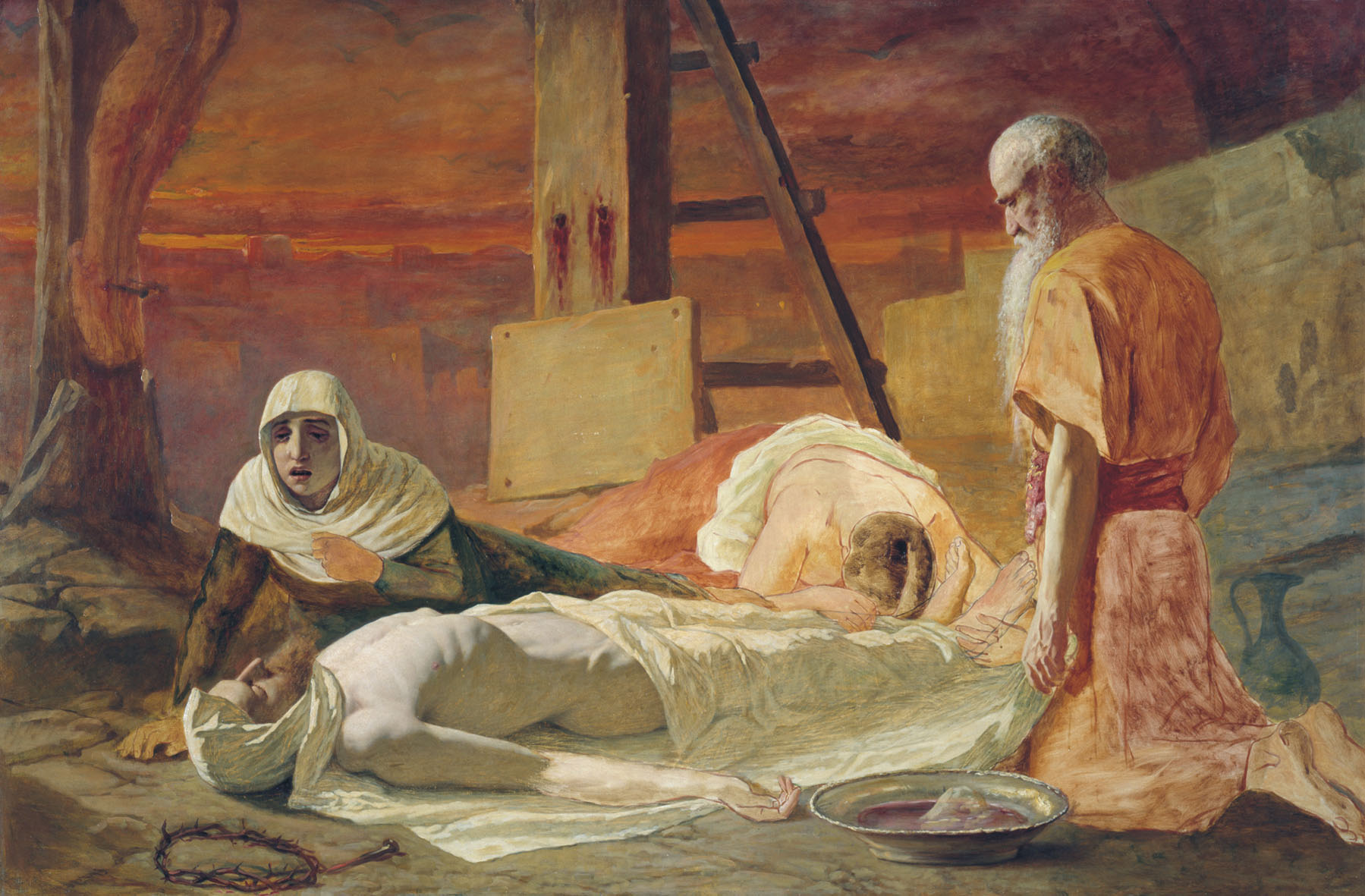